# Tour de France 1962
Vous lisez un « bon article » labellisé en 2025.
Le Tour de France 1962 est la 49e édition du Tour de France, course cycliste qui s'est déroulée du 24 juin au 15 juillet 1962 sur 24 étapes pour 4 274 km. Le départ a lieu à Nancy ; l'arrivée se juge à Paris au vélodrome du Parc des Princes. Jacques Anquetil y remporte son troisième succès dans l'épreuve, devant le Belge Joseph Planckaert et son futur grand rival tricolore Raymond Poulidor dont c'est la première participation.
Le coéquipier d'Anquetil, Rudi Altig, s’empare du premier maillot jaune de leader du classement général après avoir remporté la première étape. Il le perd le lendemain au profit d'André Darrigade pour Gitane-Leroux-Dunlop, vainqueur de l'étape 2a, avant de le récupérer en remportant la troisième étape. Le coureur de Saint-Raphaël Albertus Geldermans prend la tête de la course après la sixième étape. Il le conserve pendant deux étapes, avant que Darrigade ne la reprenne pour les deux suivantes. Le coureur de Flandria Willy Schroeders a ensuite mené la course entre la fin de la neuvième étape et la fin de la onzième. Après quoi, son coéquipier Rik Van Looy, grand favori avant la course, abandonne pour cause de blessure. Le lendemain, Tom Simpson (Gitane-Leroux) devient le premier coureur britannique de l'histoire à porter le maillot jaune. Il le perd au profit de Planckaert après le contre-la-montre individuel de la treizième étape à Superbagnères dans les Pyrénées. Le Belge garde la tête pendant sept étapes, y compris dans les Alpes ; mais la victoire d'Anquetil dans le contre-la-montre individuel de la vingtième étape lui confère le maillot jaune, qu'il conserve jusqu'à la fin de la course.
Dans les autres classements de la course, Altig remporte le classement par points et Federico Bahamontes (Margnat-Paloma-D'Alessandro) le classement de la montagne. Saint-Raphaël gagne le classement par équipes. Les prix du plus combatif et du plus malchanceux ont été attribués respectivement à Eddy Pauwels (Wiel's-Groene Leeuw) et à Van Looy. Altig et Émile Daems (Philco) remportent le plus grand nombre d'étapes, avec trois bouquets chacun.

## Parcours

### Révélation et réactions
Le parcours du Tour 1962 est annoncé le 14 décembre 1961. Parmi les caractéristiques notables du parcours, on peut citer l'absence de jours de repos et quatre épreuves chronométrées sur un total de 152,5 km, ce qui était inhabituellement élevé, quasiment 50 km de plus que lors du Tour précédent. Anquetil déclare qu'il ne craint pas les contre-la-montre, ces derniers lui étant favorables ; néanmoins, il ne s'opposerait pas à leur suppression. Au contraire, Van Looy et Gastone Nencini se plaignirent tous deux du nombre de contre-la-montre. Van Looy menaça de ne pas participer, estimant que c'était trop difficile et que les contre-la-montre ne lui convenaient pas, déclarant : « Quatre fois, vous êtes fous. Pourquoi pas un parcours normal ? Je ne prendrai pas le départ de ce Tour. Je n'ai pas l'intention de jouer pendant trois semaines. ». 
Les villes qui accueillent pour la première fois le Tour sont : Spa, Herentals, Pont-l'Évêque, Luçon, Bourgoin et Pougues-les-Eaux. Pour la première fois, les trente derniers kilomètres de chaque étape seront retransmis en direct à la télévision en France.

### 24 juin au 3 juillet: étapes de plaine le long de la côte nord et ouest, passage par la Belgique et le Luxembourg

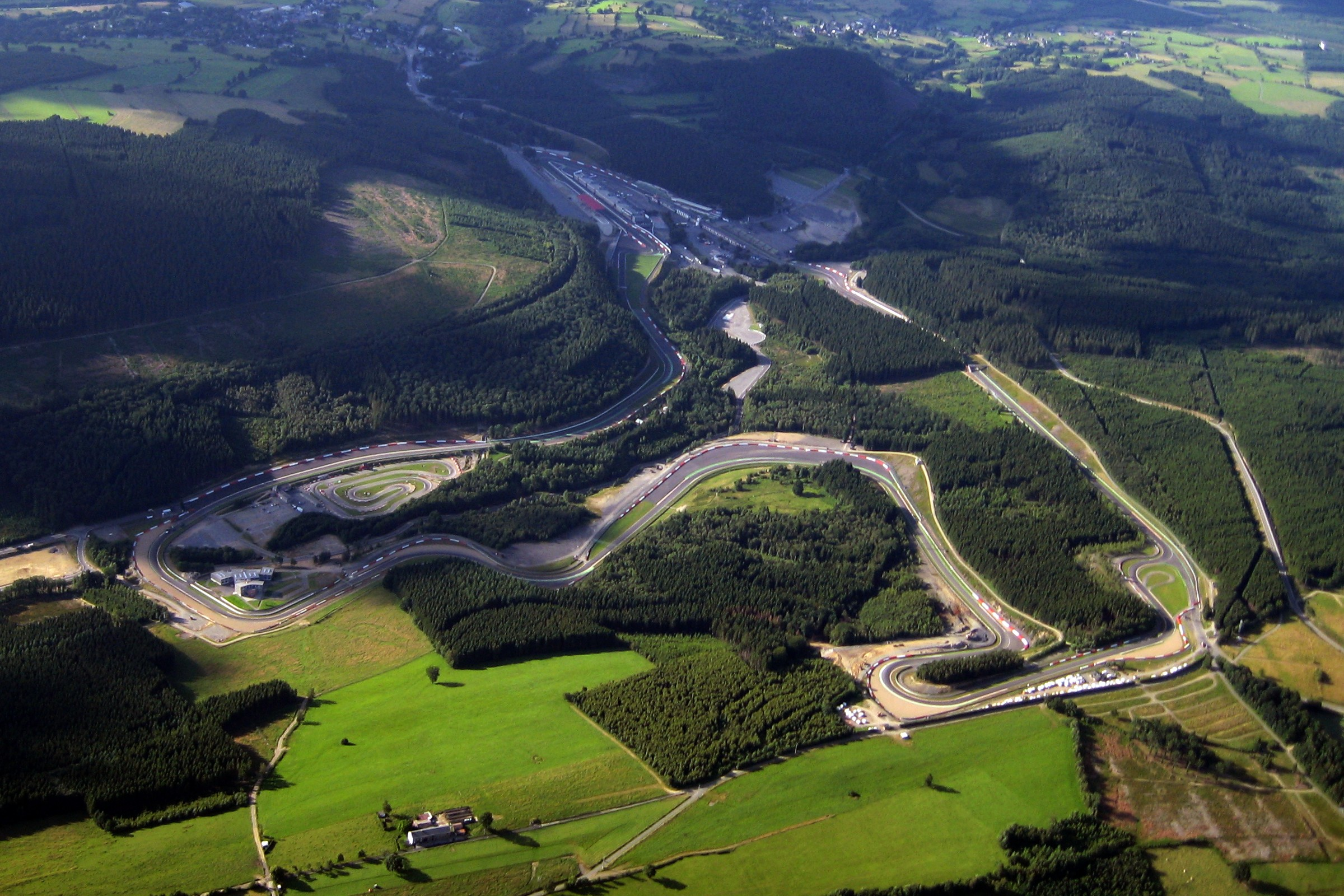
Circuit de Spa-Francorchamps où la ligne d'arrivée de la 1re étape se trouve.

La première étape débute à Nancy, dans le nord-est de la France. Elle traverse le Luxembourg et se termine dans la ville belge de Spa. Si ses 250 kilomètres à parcourir semblent être la difficulté la plus redoutable de la journée, la traversée des Ardennes vers la fin de l'étape et ses deux ascensions de quatrième catégorie sont propices aux attaques de baroudeurs. La Belgique accueille les étapes 2a et 2b à Herentals, ainsi que le début de la troisième étape à Bruxelles. La première partie de la deuxième étape est typiquement une journée prévue pour les sprinteurs. Bien que le début de l'étape comporte deux ascensions de quatrième catégorie, le reste de l'étape est d'un plat redoutable. La deuxième partie de la journée est un contre-la-montre par équipes d'une vingtaine de kilomètres. Principalement dans la campagne belge, elle forme un circuit que les coureurs devront parcourir à deux reprises.
La troisième étape conduit la course dans le nord de la France, avec une arrivée à Amiens après 210 kilomètres de terrain plat, avec une seule difficulté répertoriée en quatrième catégorie. La quatrième étape se dirige vers la côte, plus à l'ouest jusqu'au Havre. Toujours promises aux sprinteurs costauds, un quatrième catégorie se dresse sur le passage des cyclistes. Les deux étapes suivantes emmenant le Tour le long d'une route côtière jusqu'à la pointe ouest du pays. D'un profil similaire, la pente s'élève vers le milieu de l'étape et une montée classée en quatrième catégorie est à disputer pour chacune des étapes. Les étapes 7 à 10 forment un parcours continu le long de la côte ouest jusqu'au pied des Pyrénées, à Bayonne. Les septième et huitième étapes sont promises aux sprinteurs, sans difficultés à l’exception d’une côte de quatrième catégorie dès le début de l'étape 7. Leur distance, respectivement 201 et 155 kilomètres en font néanmoins des journées à ne pas sous-estimer. La deuxième partie de la huitième étape est un contre-la-montre individuel de 43 kilomètres, durant lesquels la pente ne s'élève jamais. La neuvième étape ne présente aucune difficulté particulière, aucun grand prix de la montagne ni zone soumise à la volonté du vent. Les coureurs s'élanceront de la ville fortifiée de La Rochelle en direction de la capitale des vins, Bordeaux. Étalée sur une distance de 214 kilomètres, elle devrait voir triompher un sprinteur. Enfin, une dernière étape de plaine permet de relier Bordeaux à Bayonne, une seule difficulté répertoriée au classement de la montagne est à franchir pour les coureurs, avant que la bataille dans les Pyrénées ne débute, dès le lendemain.

### 4 au 7 juillet: traversée des Pyrénées, premières batailles pour le général

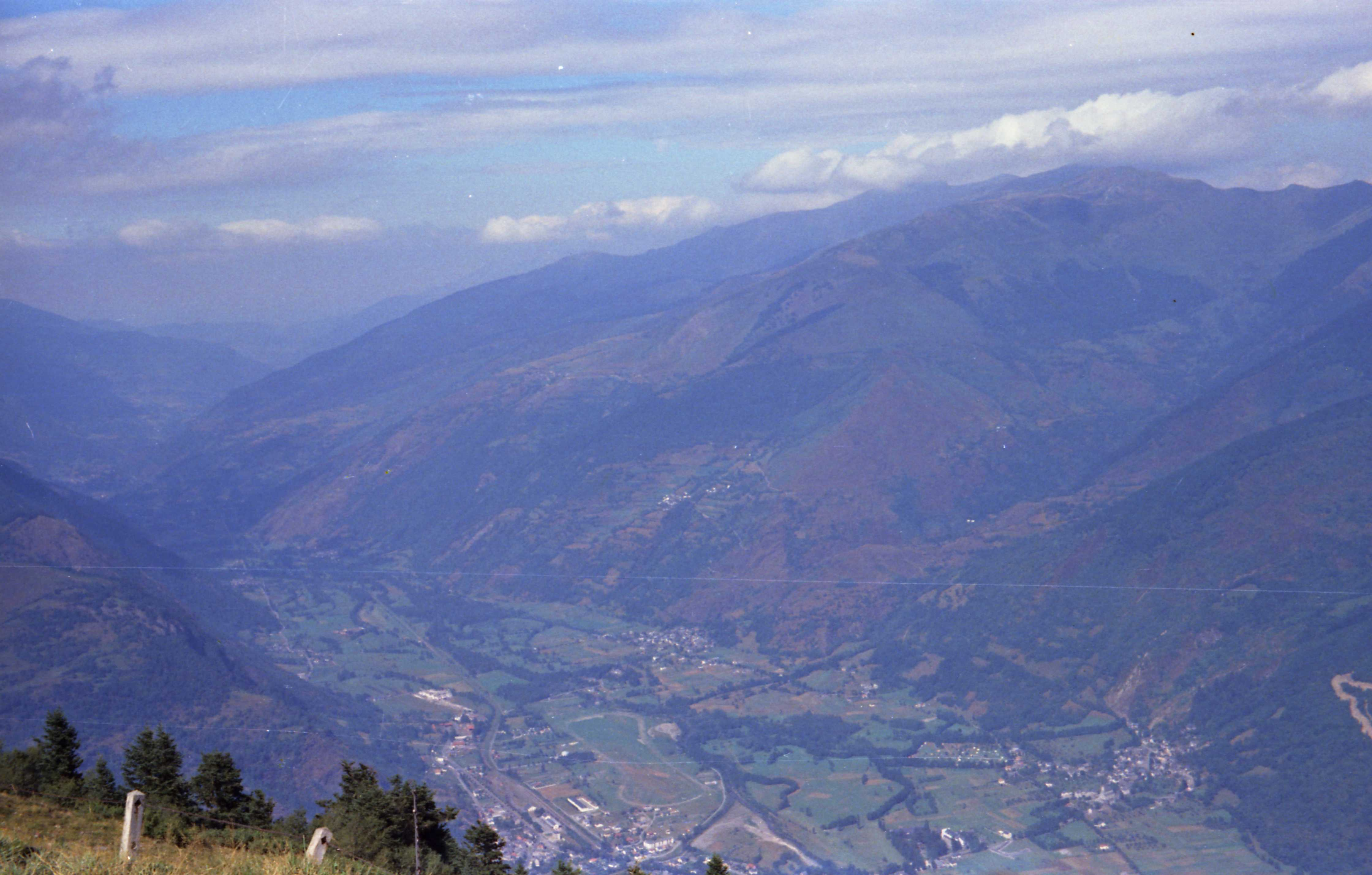
Vallée de Luchon prise depuis Luchon-Superbagnères, ville-arrivée de la 13e étape.

Les Pyrénées accueillent les quatre étapes suivantes. La onzième étape voit le premier col de troisième catégorie du Tour se dresser devant les coureurs, le col de l'Osquich. Malgré les deux difficultés en milieu d'étape, l'arrivée est plate. Les choses sérieuses commencent dès la douzième étape, 207 kilomètres et les cols du Tourmalet, d'Aspin et de Peyresourde à gravir. Ces ascensions doivent révéler le niveau des favoris en montagne et être le théâtre des premières batailles pour le classement général. La treizième étape est un nouveau contre-la-montre individuel de seulement 18,3 kilomètres, cependant, ce n'est autre qu'une ascension brute jusqu'à Luchon-Superbagnères. Le lendemain, les coureurs partent de Bagnères-de-Luchon pour atteindre la ville de Carcassonne et sortir des Pyrénées. Ainsi, cette dernière journée dans le sud-ouest voit l'ascension d'un col redoutable de deuxième catégorie jusqu'à Portet-d'Aspet, avant de regagner la ligne d'arrivée, plus de 165 kilomètres plus tard.

### 8 au 10 juillet: étapes de transition et arrivée en Provence

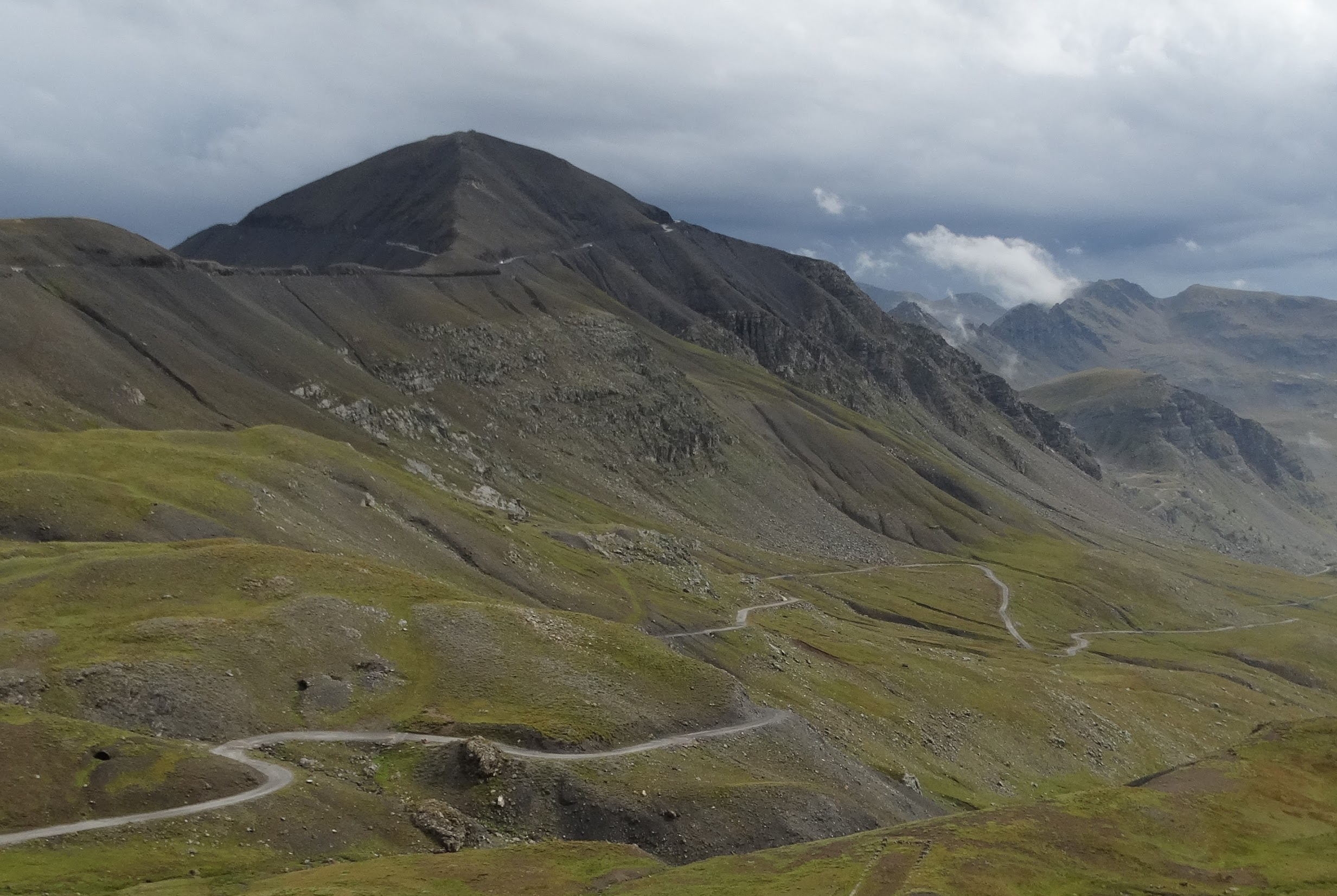
La cime de la Bonette, dans les Alpes, haute de 2802 m, est grimpée pour la première fois durant cette édition de 1962. C'est le point le plus haut que le Tour n'a jamais emprunté,.

Les étapes 15, 16 et 17 font office de transition entre les Pyrénées et les Alpes. En somme, trois quatrième catégories en trois étapes, bien que le profil suggèrerait à certaines reprises d'ajouter d'autres difficultés, au vu de l'élévation de la pente. Ces trois étapes doivent néanmoins être le théâtre d'au moins un sprint massif. Les coureurs quittent progressivement l'Occitanie pour arriver en Provence, sur la côte méditerranéenne, avec les arrivées à Aix-en-Provence puis Antibes.

### 11 au 13 juillet: passage dans les Alpes et dernières étapes entre favoris

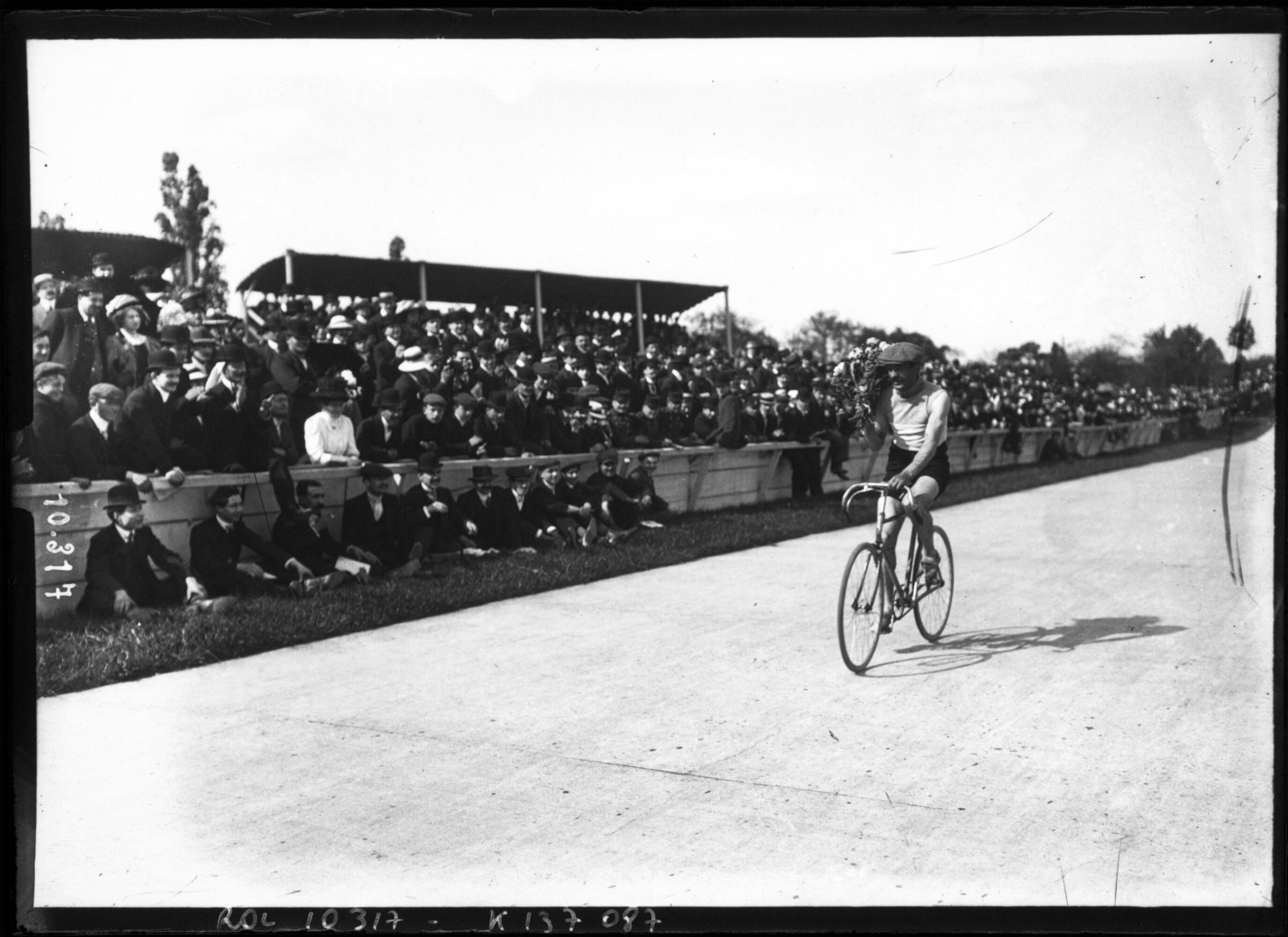
Émile Georget à l'arrivée dans le Parc des Princes en 1910. En 1962, le Parc accueille toujours un vélodrome, où se produisent plusieurs courses.

La dix-huitième étape se redirige vers le nord, à Briançon, dans les Alpes. C'est l'étape-reine de ce Tour de France 1962, autant par sa distance (242 kilomètres), que sa difficulté (deux premières et un deuxième catégorie à franchir). Le lendemain, les coureurs ont à nouveau affaire avec les Alpes, avec la montée du col de Porte ainsi que trois autres cols répertoriés, pour une distance de plus de 200 kilomètres vers Aix-les-Bains. Enfin, si ces dix-neuf jours de courses n'ont pas déjà élu leur vainqueur, le contre-la-montre individuel de 68 kilomètres reliant Bourgoin à Lyon doit suffire pour entériner le suspense.

### 14 et 15 juillet: étapes finales promises aux sprinteurs
Les deux dernières étapes ramènent le Tour vers le nord, en passant par Lyon et Nevers, pour finir au Parc des Princes, dans la capitale. Deux derniers quatrième catégorie sont à disputer, tandis que les sprinteurs doivent se jouer la victoire.

## Favoris
Le grand favori pour le classement général avant le départ du Tour est le tenant du titre Jacques Anquetil, coureur de l'équipe Saint-Raphaël,,. Ses principaux rivaux sont Rik Van Looy (Flandria) et Raymond Poulidor (Mercier),,,. Parmi les autres prétendants au classement général figurent Rudi Altig (Saint-Raphaël), Charly Gaul (Gazzola), Federico Bahamontes (Margnat), Gastone Nencini (Ignis), Henri Anglade (Liberia), Guido Carlesi (Philco), Tom Simpson (Gitane–Leroux), Ercole Baldini (Ignis) et Hans Junkermann (Wiel's–Groene Leeuw),. Trois d'entre eux ont déjà remporté le Tour : Gaul en 1958, Bahamontes en 1959 et Nencini en 1960.

### Favoris principaux

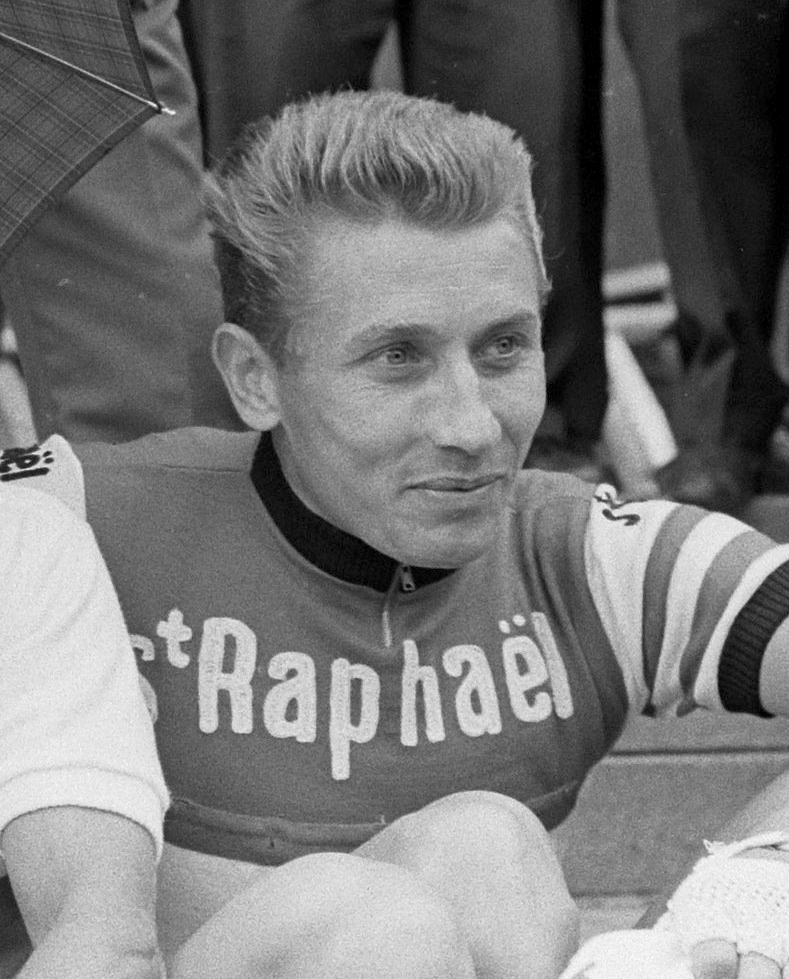
Jacques Anquetil en 1963, c'est le favori de tous les journaux au départ de Nancy.

Anquetil, déjà vainqueur du Tour en 1957, a dominé l'édition 1961 de bout en bout, menant la course du premier au dernier jour avec plus de douze minutes d'avance à l'arrivée,. Moins de deux mois avant le départ du Tour 1962, il abandonne le Tour d'Espagne, alors qu'il occupe la 32e place du classement général, en raison d'une hépatite virale. Son coéquipier Rudi Altig remporte finalement la course. Cette situation fait craindre à certains une rivalité interne au sein de l'équipe Saint-Raphaël durant le Tour. Après dix jours de repos, Anquetil décide, contre l'avis de son médecin, de participer au Critérium du Dauphiné libéré, qu'il termine à la septième place,. Pour le Tour, son ancien rival Raphaël Geminiani est nommé directeur sportif de l'équipe. Mécontent, Anquetil demande à ses sponsors de le remplacer, mais sa demande est refusée,.

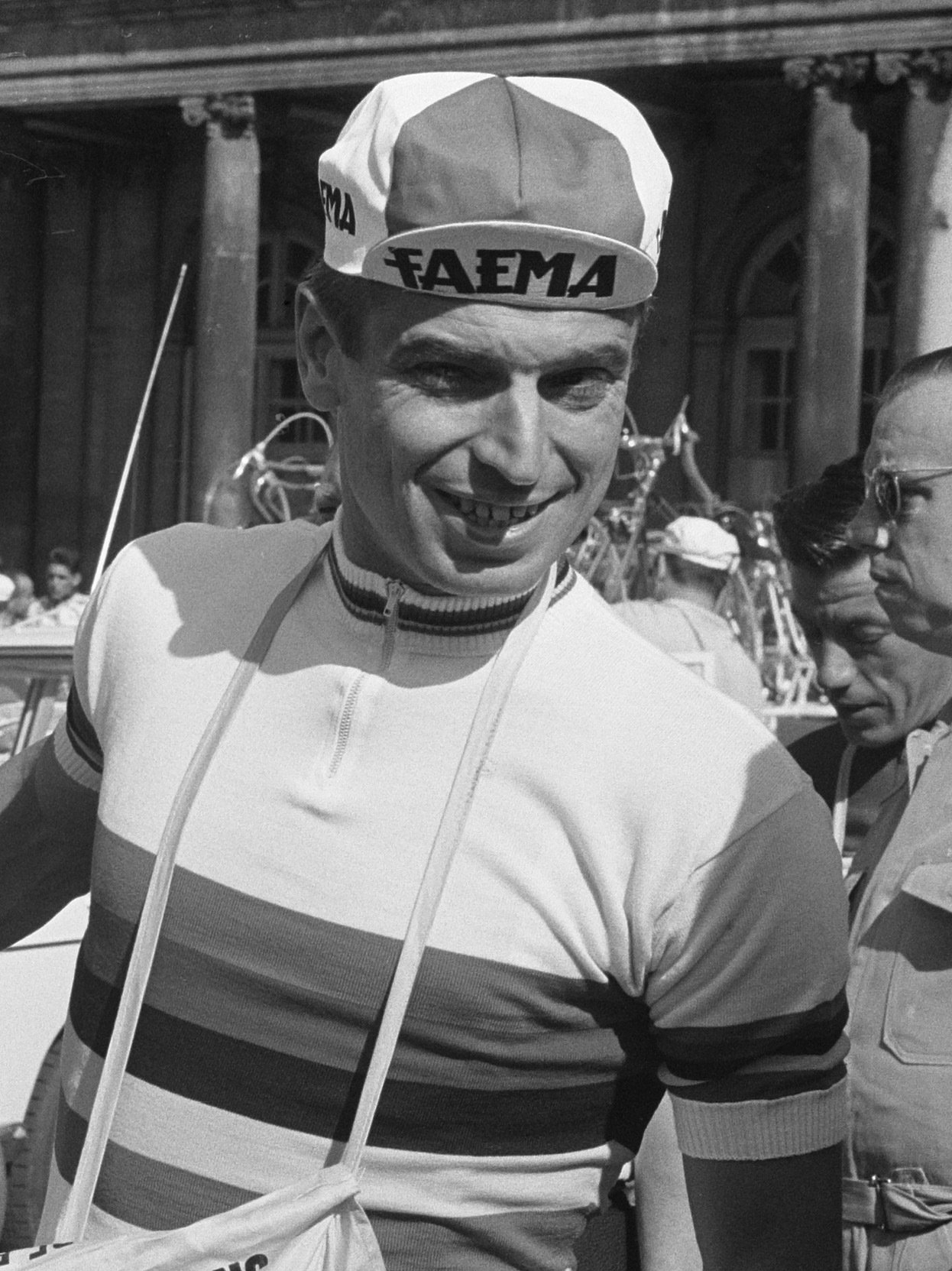
Rik Van Looy sur la 1re étape du Tour 1962, vêtu de son maillot arc-en-ciel de champion du monde.

Rik Van Looy, double champion du monde sur route en titre, dispute pour la première fois le Tour en 1962. Il avait jusqu'alors évité la course, estimant qu'il ne bénéficierait pas du soutien total de l'équipe nationale belge. Avec Flandria, il contrôle désormais la sélection des coureurs. Il effectue une excellente saison avant le Tour, remportant Paris-Roubaix, le Tour des Flandres, Gand–Wevelgem, ainsi que deux étapes du Giro. Quatre jours avant le départ, il chute à l'entraînement et souffre d'un étirement musculaire à la cuisse gauche. Connu comme un spécialiste des classiques d'un jour, Van Looy est tout de même vu comme une menace sérieuse par Anquetil lui-même, qui redoute les bonifications d'une minute attribuées aux vainqueurs d'étape de plaine, potentiellement huit minutes au total. La presse présente alors le Tour comme un duel entre Anquetil et Van Looy.

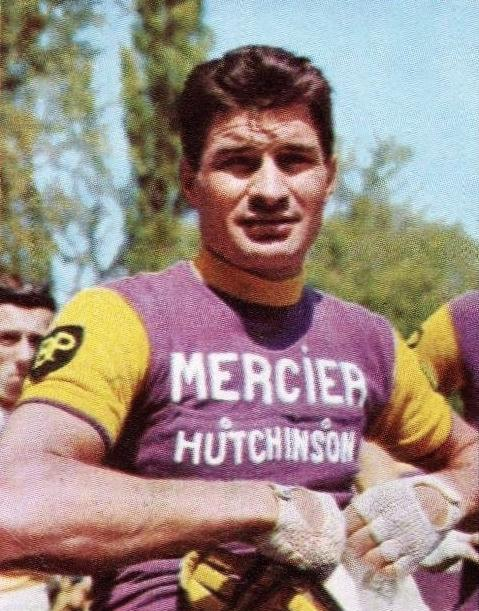
Raymond Poulidor, ici en 1966, figure comme l'un des favoris majeurs bien que cela soit sa première participation au Tour.

Poulidor, pour sa part, entame sa troisième saison professionnelle. Il est déjà plus populaire que son compatriote Anquetil en France. En 1961, il gagne le championnat national sur route et Milan-San Remo. Il participe pour la première fois au Tour en 1962, n'ayant pas pris le départ l'année précédente sur les conseils de son directeur sportif Antonin Magne, qui craignait qu'il ne soit relégué au rang d'équipier d'Anquetil, ce qui nuirait à sa « valeur commerciale »,. Les médias l'annoncent comme le rival d'Anquetil, mais à l'approche du Tour, Poulidor se fracture l'auriculaire gauche à l'entraînement et commence la course avec un plâtre à l'avant-bras,,.

### Outsiders

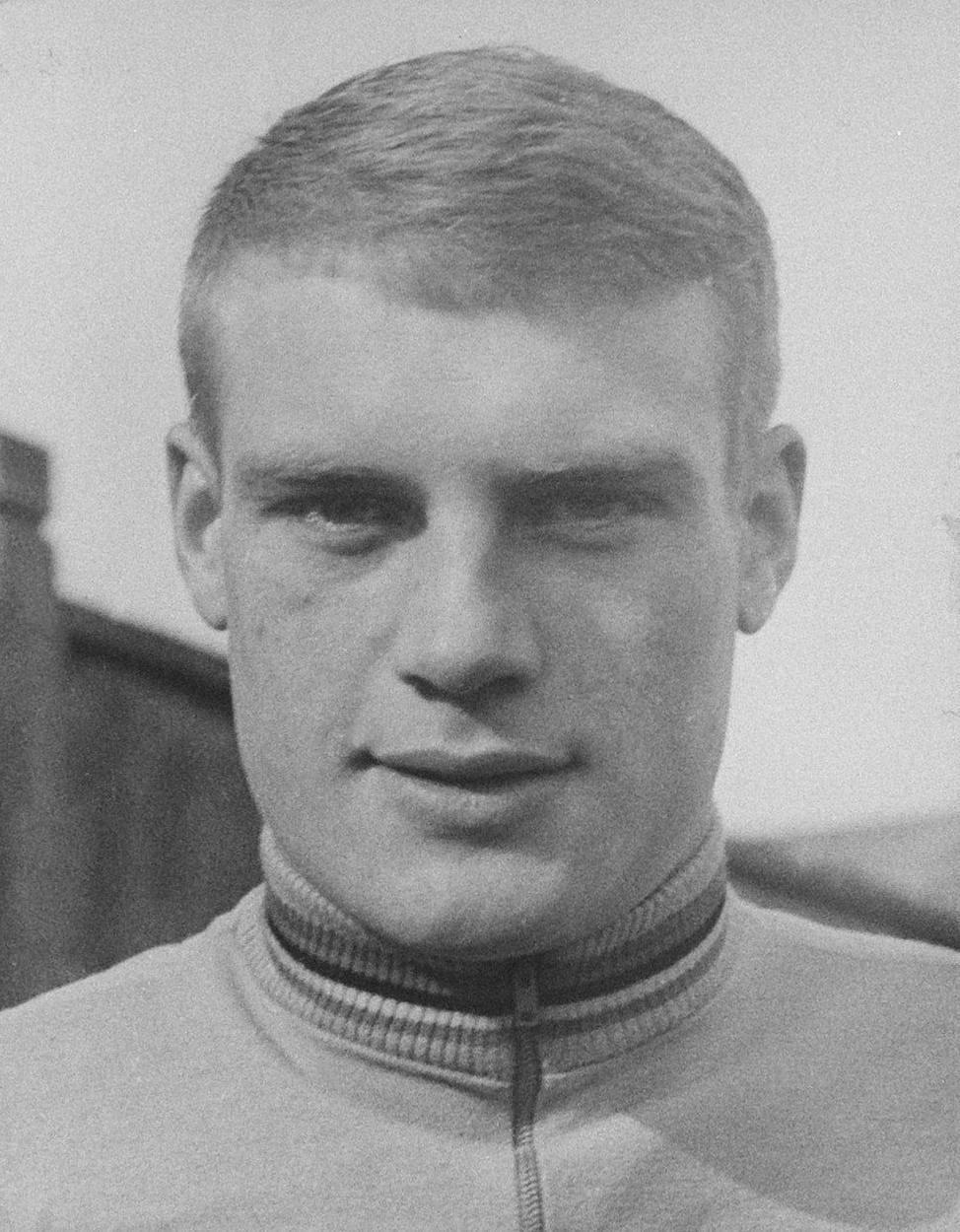
Rudi Altig en 1962.

Rudi Altig court sous les couleurs de l'équipe Saint-Raphaël, aux côtés de Jacques Anquetil. Véritable coureur complet, c'est la première fois qu'il participe au Tour de France. Sa victoire éclatante sur le Tour d'Espagne quelques semaines plus tôt, où il remporte plusieurs étapes et le classement général, confirme son excellente forme. Il excelle sur les terrains plats et vallonnés, ainsi que dans les sprints, où sa puissance fait merveille. Toutefois, son principal point faible reste la haute montagne, où il ne peut rivaliser avec les purs grimpeurs,.
Charly Gaul, du haut de ses 30 ans, représente l'équipe italienne Gazzola. Surnommé « l'Ange de la Montagne », il a remporté le Tour en 1958 et reste l'un des meilleurs grimpeurs du peloton. Il est capable de pulvériser ses adversaires dans les grandes ascensions, surtout par mauvais temps, son terrain de prédilection. Néanmoins, Gaul traverse une période d'irrégularité et souffre sur les étapes de plaine et contre-la-montre, ce qui limite ses ambitions au classement général.

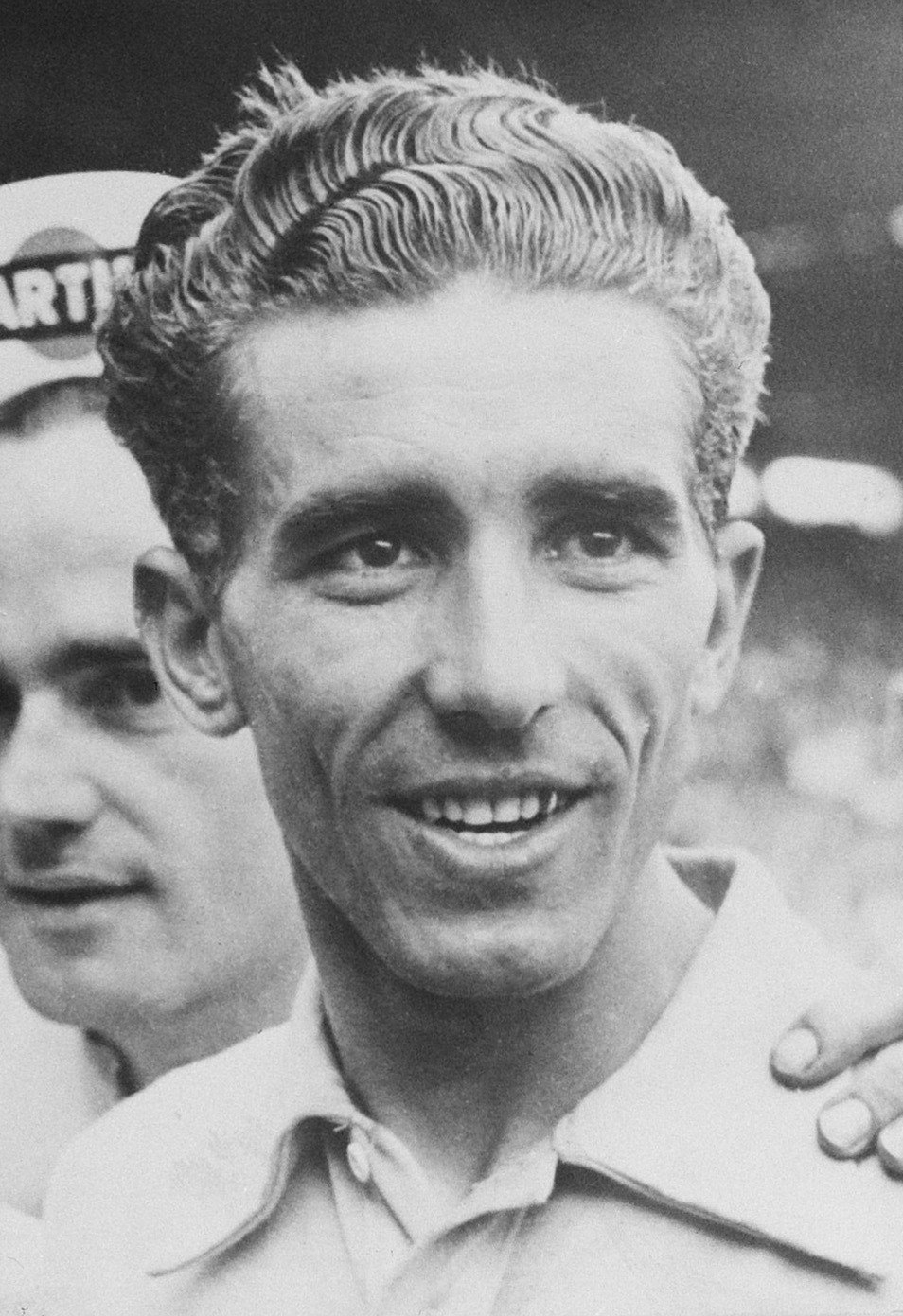
Federico Bahamontes en 1962.

Federico Bahamontes, âgé de 34 ans, défend les couleurs de l'équipe Margnat. Vainqueur du Tour de France 1959, il reste une légende de la montagne. Il grimpe avec une grande facilité, capable de faire exploser le peloton dans les cols les plus durs, il compte déjà trois Grand Prix de la montagne à son palmarès. Pourtant, l'Espagnol accuse le poids des années, et ses lacunes sur le plat et dans les efforts chronométrés le relèguent souvent loin au général. Il semble désormais plus concentré sur un éventuel quatrième titre de meilleur grimpeur que sur la victoire finale.

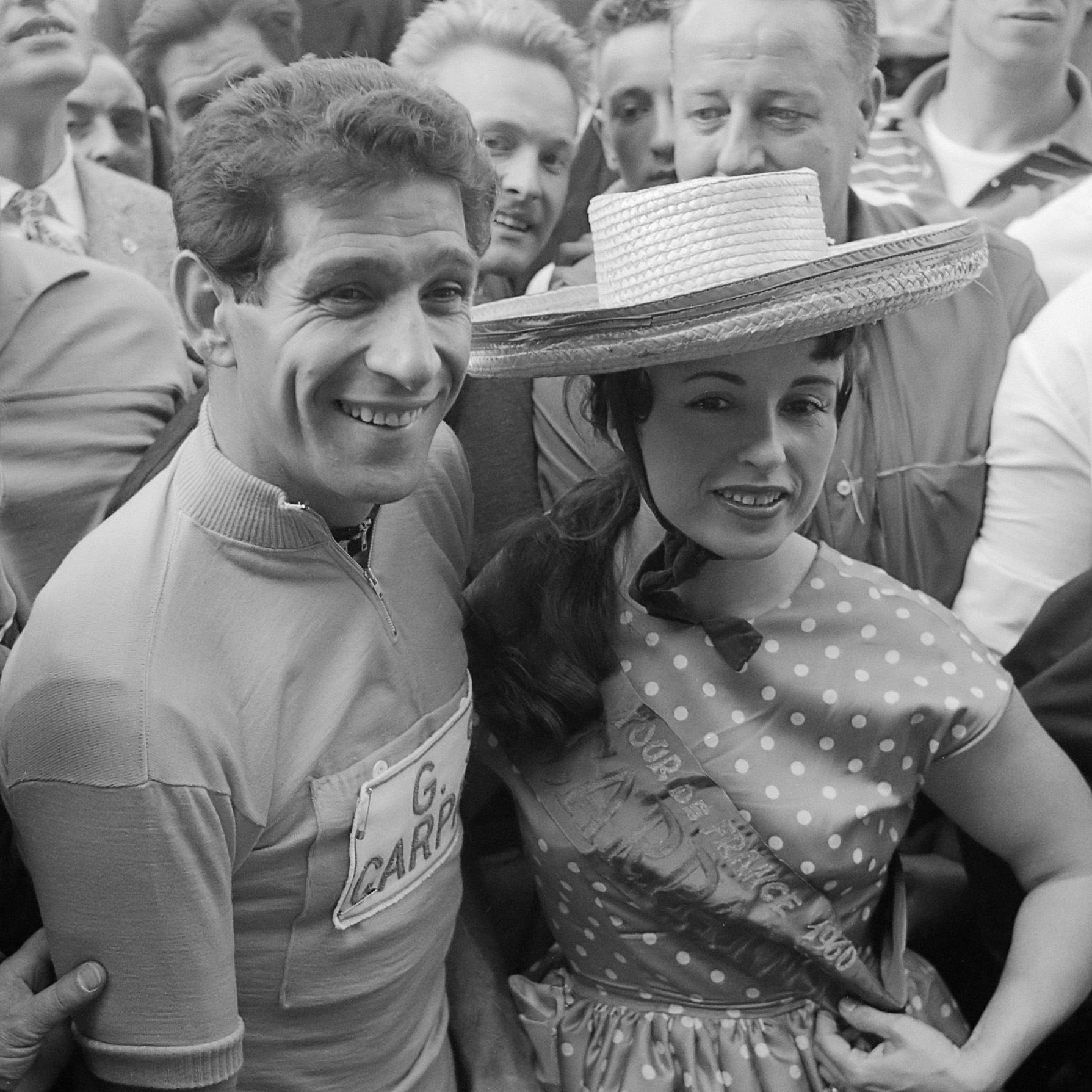
Gastone Nencini à l'occasion du Tour de France 1960.

Gastone Nencini fait partie de l'équipe Ignis. Il a remporté le Tour en 1960 grâce à son agressivité et ses qualités de descendeur exceptionnelles. Coureur courageux et instinctif, il a su faire la différence sur les routes sinueuses des Alpes. Toutefois, ses performances en montagne sont moins tranchantes qu'autrefois, et il peine à peser sur les étapes décisives. Son âge et ses résultats en demi-teinte cette saison font de lui un outsider en retrait, mais à ne pas sous-estimer.

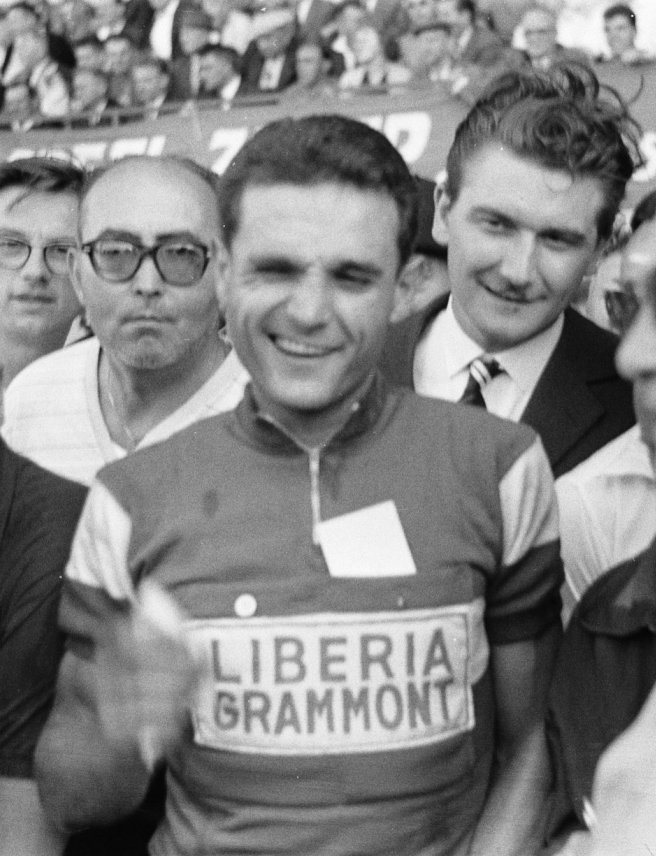
Henri Anglade sur le Tour de France 1960.

Henri Anglade est le leader de la petite équipe Liberia. Il s'est révélé au grand public en terminant deuxième du Tour en 1959. Coureur réfléchi et régulier, il possède une solide endurance et une belle capacité à gérer un Grand tour. Toutefois, il manque de tranchant dans les grandes étapes et n'a pas confirmé ses promesses ces dernières saisons. Son absence de victoires récentes et son rôle secondaire dans les médias en font un outsider discret, mais toujours dangereux si les favoris se neutralisent et le laissent prendre les bonnes échappées.
Guido Carlesi évolue au sein de l'équipe italienne Philco. Il s'est illustré récemment en terminant deuxième du Giro d'Italia 1961, ce qui témoigne de sa régularité et de sa résistance sur trois semaines. Carlesi est à l'aise sur les parcours vallonnés et sait limiter les pertes en montagne. Il n'est pas un coureur spectaculaire, mais sa capacité à éviter les mauvais jours fait de lui un sérieux prétendant à une place d'honneur. En revanche, il manque de panache et de capacités offensives sur les étapes clefs.
Tom Simpson, jeune Britannique de 24 ans, représente l'équipe Gitane–Leroux. Il incarne l'avenir du cyclisme britannique et a déjà prouvé ses qualités en remportant le Tour de Lombardie en 1961 et en se classant sixième du Giro la même année. Bon rouleur, régulier et mentalement solide, Simpson aborde son premier Tour de France avec ambition. Il reste toutefois à tester dans les très grandes montagnes, qui pourraient révéler ses limites. Son inexpérience sur les longues ascensions reste son principal handicap.

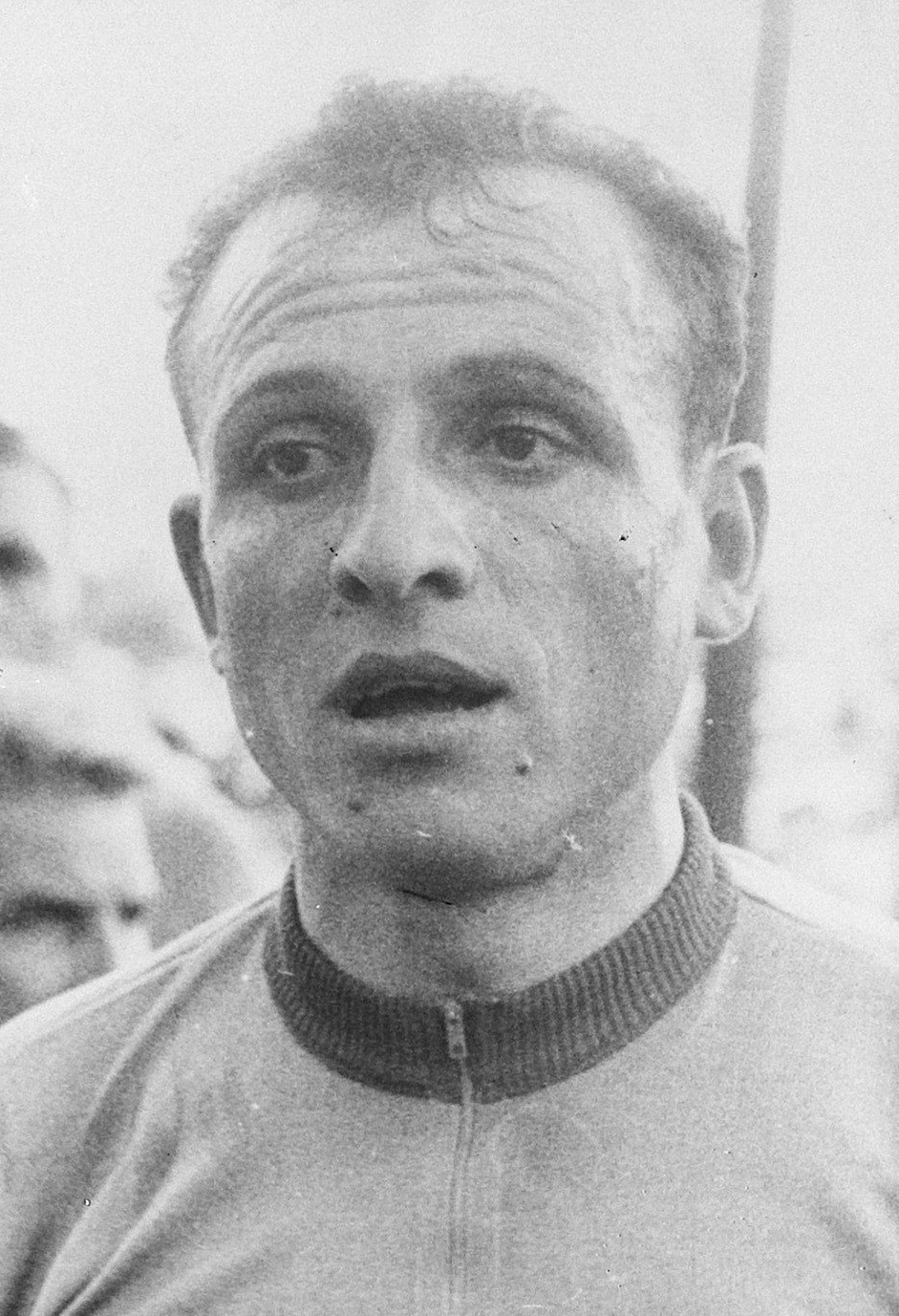
Ercole Baldini en 1962

Ercole Baldini partage le leadership de l'équipe Ignis avec Nencini. Ancien champion olympique et vainqueur du Giro 1958, il conserve une aura impressionnante dans le peloton. Il excelle dans les contre-la-montre, comme en témoigne sa deuxième place sur le chrono de La Rochelle. Mais son manque de capacité en haute montagne l'empêche de viser sérieusement le classement général. Il pourrait toutefois jouer un rôle stratégique pour son équipe ou remporter une étape sur terrain plat.
Hans Junkermann roule pour l'équipe belge Wiel's–Groene Leeuw. Vainqueur à deux reprises du Tour de Suisse et de plusieurs podiums sur le Tour d'Allemagne, il affiche une belle constance dans les courses à étapes d'une semaine. Junkermann est un grimpeur-rouleur équilibré, capable de s'accrocher dans les cols et de performer en contre-la-montre. Cependant, il reste des doutes sur sa capacité à tenir durant 22 jours sans repos. Sa discrétion pourrait toutefois jouer en sa faveur dans une course marquée par les rebondissements.

## Équipes
De 1930 à 1961, le Tour de France se dispute entre équipes nationales, mais en 1962, les équipes internationales, sponsorisées par des marques, font leur retour,. Dès la fin des années 1950 et jusqu'en 1962, le Tour connaît l'absence de certains grands coureurs, contraints par les sponsors extra-sportifs de privilégier d'autres courses, mieux adaptées à leurs intérêts commerciaux. Cette situation, renforcée par une demande croissante de visibilité publicitaire de la part d'une industrie du cycle en déclin,,, entraîne la réintroduction du format des équipes de marques,,. Pour Jean Castera, journaliste sportif pour Le Monde, « la nouvelle formule par équipes de marque ne présente que des avantages ». Les quelques critiques persistantes portent sur le « côté commercial que prend le Tour » mais pour Castera, c'est une « intégration totale parfaitement réussie jusqu'à présent » des marques.

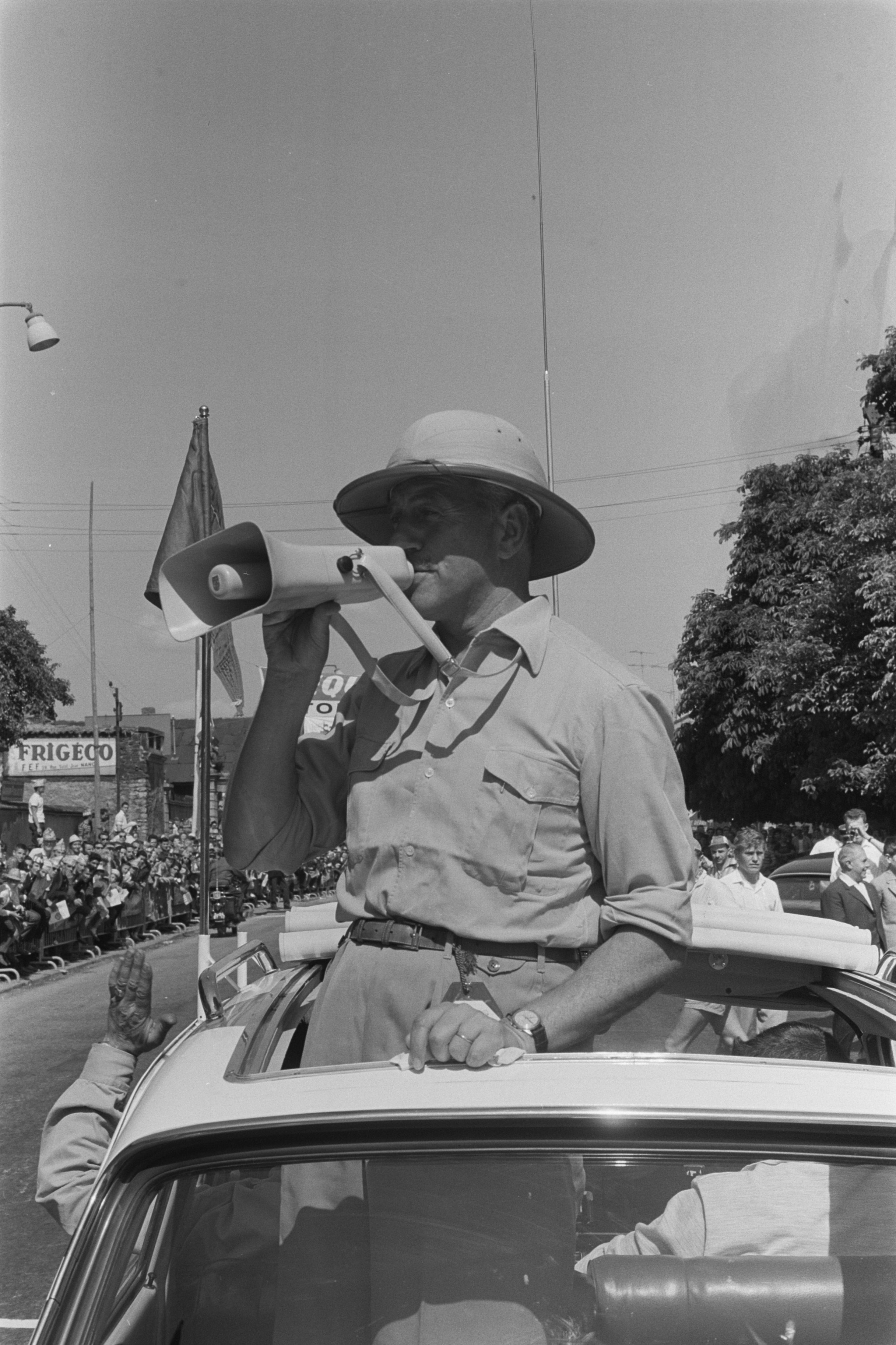
Jacques Goddet, directeur du Tour, la veille du départ, à la présentation des coureurs.

Début février 1962, vingt-deux équipes déposent leur candidature pour participer à la course. La liste finale des quinze équipes sélectionnées est annoncée à la fin du mois. L'équipe espagnole Kas est retenue comme première équipe de réserve. Chaque équipe se compose de dix coureurs, soit un total de 150 participants, contre 132 lors du Tour de 1961, qui comptait alors onze équipes de douze coureurs. Chaque formation doit respecter une dominante nationale : au moins six coureurs doivent avoir la même nationalité, ou bien seules deux nationalités peuvent être représentées.
Pour la première fois dans l'histoire du Tour, les coureurs français ne sont pas majoritaires : l'Italie aligne le plus grand nombre de participants (52), suivie de la France (50) et de la Belgique (28). Six autres nations européennes sont également représentées.
Parmi les 150 coureurs inscrits au départ, 66 prennent part pour la première fois au Tour de France. L'âge moyen des participants s'élève à 27,5 ans, avec un écart allant du plus jeune, Tiziano Galvanin (en) (21 ans), au plus âgé, Pino Cerami (40 ans). L'équipe Legnano–Pirelli présente la moyenne d'âge la plus basse (25,2 ans), tandis que celle de Margnat–Paloma–D'Alessandro est la plus élevée (30 ans). La présentation officielle des équipes, moment durant lequel les coureurs de chaque formation sont introduits devant les médias et les autorités locales, a lieu sur la place de la Carrière à Nancy, avant le départ de la première étape dans la ville.

Il est intéressant de noter que dès le premier jour, le peloton est déjà réduit d'une unité après le départ inattendu de Graziano Battistini vers son Italie natale. Le coureur, victime d'une incompréhension avec le médecin du Tour, crut que le « vous pouvez partir » lancé par Pierre Dumas signifiait qu'il ne pourrait prendre le départ à cause de ses douleurs à l'estomac. Bien au contraire, cette injonction l'invitait à regagner son équipe et débuter le Tour.
| Équipes professionnelles (15)- Carpano - Gazzola-Fiorelli-Hutchinson - Ghigi - Gitane-Leroux-Dunlop-R. Geminiani - Mercier-BP-Hutchinson - Saint-Raphaël-Helyett-Hutchinson - Liberia-Grammont-Wolber - Pelforth-Sauvage-Lejeune - Margnat-Paloma-D'Alessandro - Peugeot-BP-Dunlop - Legnano - Ignis-Moschettieri - Philco - Flandria-Faema-Clément - Wiel's-Groene Leeuw |
| |

## Barèmes et classements

### Classement général
Le classement général individuel au temps s'établit par l'addition des temps réalisés par chaque coureur dans les 24 étapes compte tenu des bonifications en temps (1 minute et 30 secondes pour les deux premiers de chaque étape à l'exception du contre-la-montre par équipe).

### Classements annexes

#### Classement par points
Les points pour le maillot vert sont attribués aux quinze premières places de chaque étape suivant ce barème :
- 25, 20, 16, 14, 12, 10, 9, 8, 7, 6, 5, 4, 3, 2 et 1 point[63].

#### Grand Prix de la montagne
Le classement de la montagne est établi en fonction du barème suivant :
- Côtes de 1re catégorie : 15, 12, 10, 8, 6, 5, 4, 3, 2 et 1 point pour les dix premiers coureurs classés ;
- Côtes de 2e catégorie : 10, 8, 6, 4, 3, 2 et 1 point pour les sept premiers coureurs classés ;
- Côtes de 3e catégorie : 5, 4, 3, 2 et 1 point pour les cinq premiers coureurs classés ;
- Côtes de 4e catégorie : 3, 2 et 1 point pour les trois premiers coureurs classés[63].

#### Classement par équipes
Tout comme en 1961, le classement par équipes est un classement par points, dans lequel les équipes sont départagées par le nombre de coureurs classés aux premières, deuxièmes puis troisièmes places des étapes. Les coureurs de l'équipe en tête de ce classement portent une casquette jaune (représentée dans les classements par l'icône  à côté du nom de l'équipe),.

#### Autres prix
En outre, un prix de combativité est décerné après chaque étape au coureur le plus offensif ; la décision est prise par un jury composé de journalistes. Les étapes intermédiaires ont chacune un vainqueur combiné. Comme pour le prix du coureur le plus combatif, un prix du coureur le plus malchanceux est décerné après chaque étape. Deux autres prix individuels sont décernés à la fin du Tour : le Prix Alex Virot, attribué au coureur le plus loyal de la course, et le Prix René Dunan, attribué au plus jeune coureur à finir le Tour.

### Récompenses
Au total, 3 000 000 Nouveaux francs (NF) sont distribués lors de ce Tour. Le vainqueur du classement général final remporte 200 000 NF. Les vainqueurs du classement par points et du classement de la montagne ont reçu respectivement 100 000 NF et 50 000 NF. Les vainqueurs du classement par équipes ont reçu 300 000 NF. Le vainqueur du prix de la super-combativité a reçu 60 000 NF et une voiture Renault 8, et le coureur le plus malchanceux a reçu 20 000 NF. Le Prix Alex Virot a reçu 25 000 NF et le Prix René Dunan 20 000 NF,.

## Résumé de la course
Jacques Anquetil, après une Vuelta ratée, doit faire face à Raymond Poulidor qui, avec sa guigne habituelle, prend le départ avec un poignet dans le plâtre et gagnera son surnom de Poupou. À l'inverse de Charly Gaul et de Federico Bahamontes, « Maitre Jacques » est très régulier en montagne, écœure ses adversaires lors du dernier contre-la-montre et s'impose logiquement.

### 24 au 26 juin: Grand départ de Nancy et traversée de la Belgique, doublé de Altig

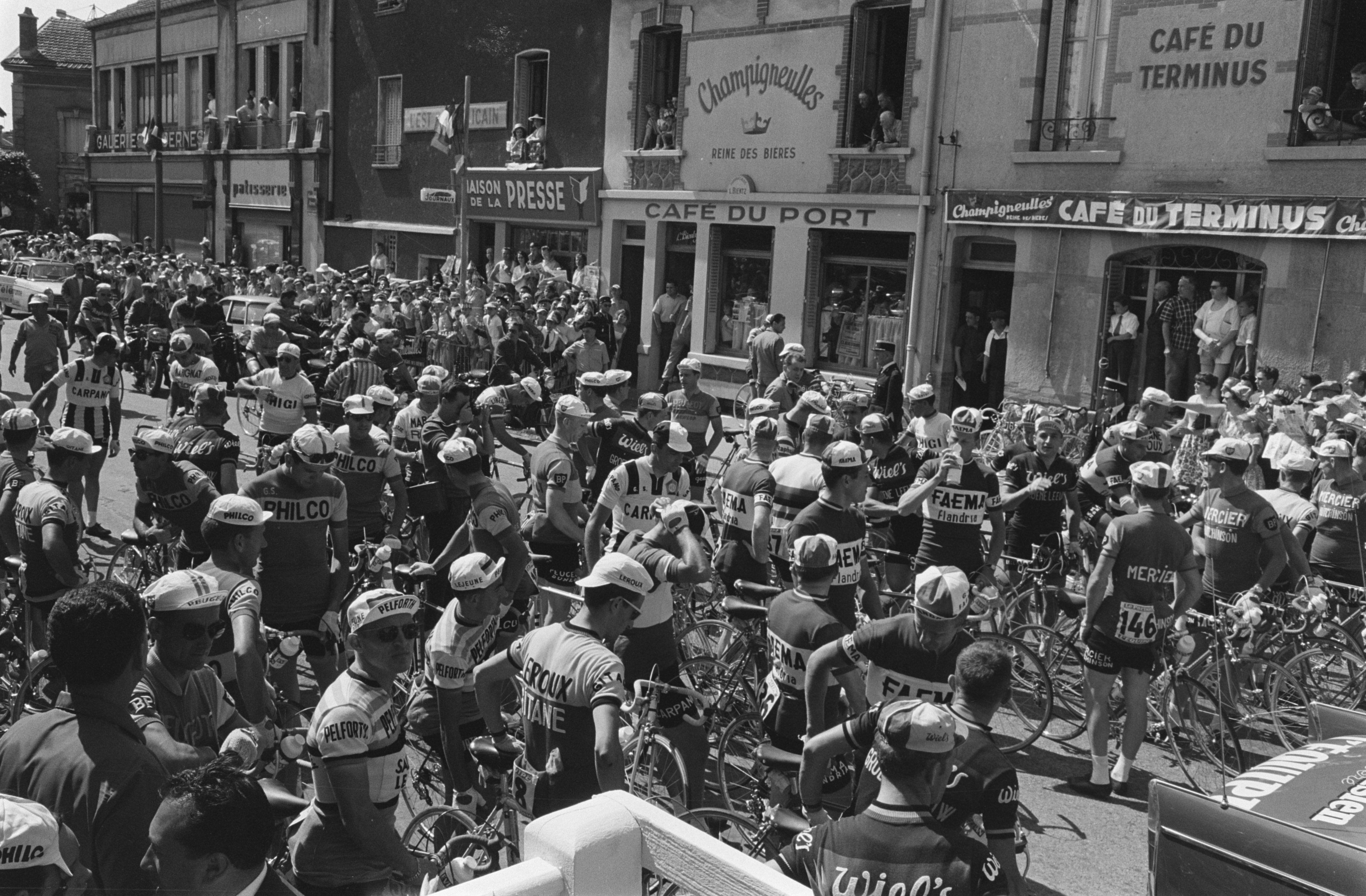
Le peloton à Nancy au départ du 49e Tour de France de l'Histoire.

Lors de la première étape, une première échappée de quelques coureurs comme les Français Henri Anglade (qui fut le premier attaquant de ce Tour), Jean Stablinski et Jean Selic parvient à sortir du peloton. Cependant, les équipiers de Van Looy sont vigilants et l'écart ne grandit pas, au contraire, l'échappée est même reprise au bout d'une centaine de kilomètres. Dès lors, un nouveau groupe d'échappés composé de vingt-trois coureurs s'extrait du peloton alors qu'il traverse la ville de Luxembourg, à 145 km de l'arrivée. Le groupe parvient à maintenir son avance et franchit la ligne d'arrivée avec plus de six minutes d'avance. Rudi Altig s'impose au sprint et endosse le premier maillot jaune de leader du classement général. Rik Van Looy, arrivé troisième, se voit privé de l'honneur de porter le maillot jaune dans son propre pays et jusque dans sa ville natale d'Herentals, arrivée de l'étape suivante. Parmi les favoris annoncés, Raymond Poulidor, Charly Gaul et Federico Bahamontes ne figurent pas dans le groupe de tête, « Poupou » compte 8 minutes de retard sur les favoris et tout espoir d'un maillot jaune s'envole d'ores et déjà. Altig s'empare également du maillot vert du classement par points, tandis que Jean Selic prend la tête du classement de la montagne et est nommé combatif de la journée,.

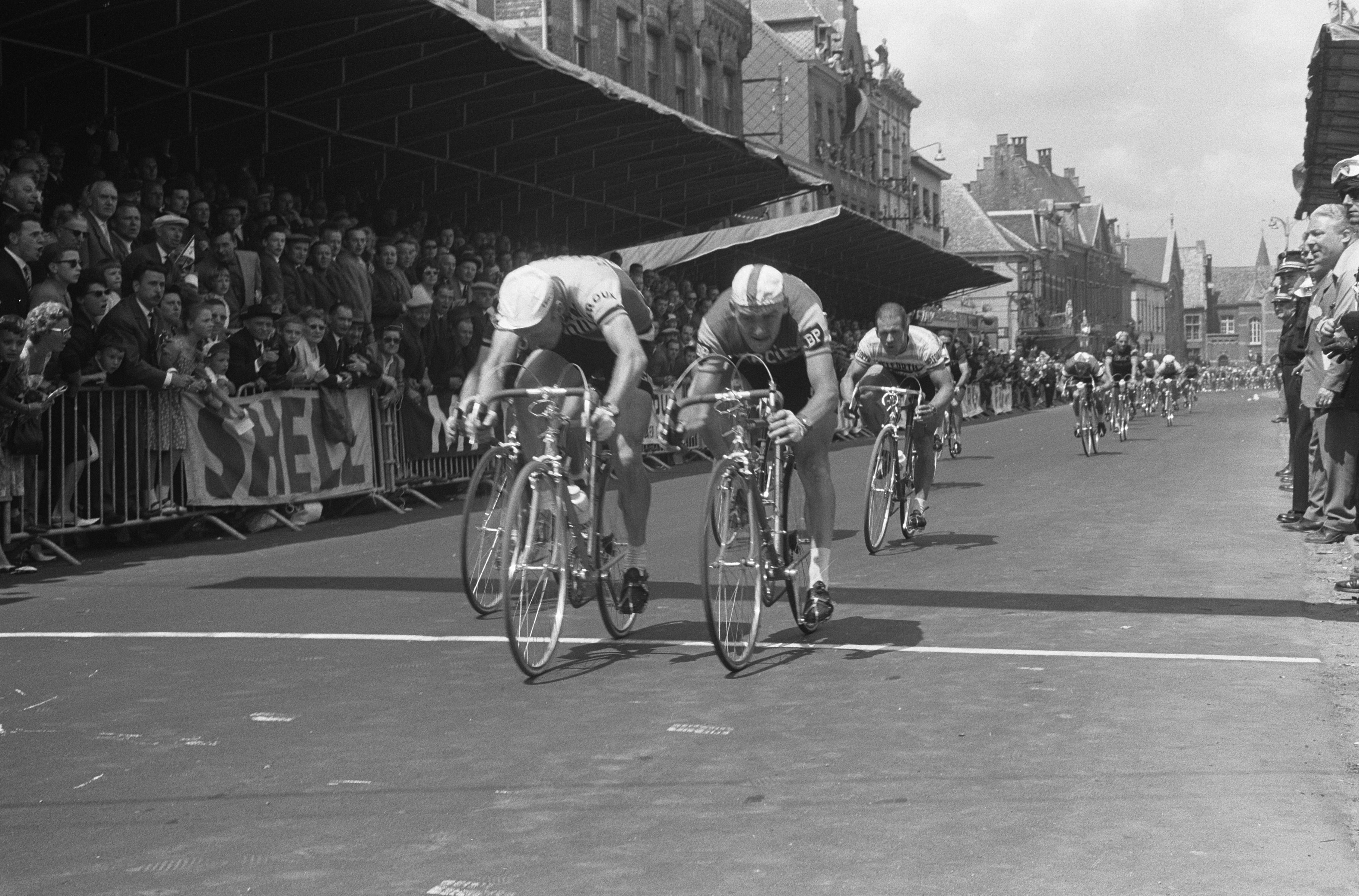
Arrivée de la deuxième étape entre Spa et Herentals. André Darrigade s'impose devant Frans Melckenbeeck

Dès le départ de la deuxième étape, les équipiers de Van Looy s'activent dans le peloton et imposent un tempo élevé tandis que les premières difficultés de la journée apparaissent. Ainsi, le champion d'Italie Nino Defilippis, déjà souffrant d'un refroidissement, est contraint à l'abandon. Van Looy tente de s'échapper après le travail mené par son équipe mais le maillot jaune, Angelino Soler et Raymond Poulidor sont vigilants et rentrent sur le Néerlandais en soif d'une victoire. Finalement, seul Soler continue son échappée tandis que les favoris retournent dans le peloton, laissant leurs équipiers mener la poursuite. L'Espagnol est rattrapé dans une descente vers Verviers après être passé en tête d'un grand prix de la montagne. Néanmoins, dès la bosse suivante, Soler lâche une nouvelle attaque pour récupérer de précieux points pour le classement de la montagne. À 70 kilomètres de l'arrivée, deux échappées tentent de fausser compagnie au peloton et prennent une petite minute d'avance. Quelques kilomètres plus loin, c'est au tour de Schroeders et De Smet de placer une attaque pour éviter un sprint massif. Malgré ses tentatives, le peloton rattrape les attaquants sous l'impulsion de l'ancien vainqueur du Tour Gastone Nencini.

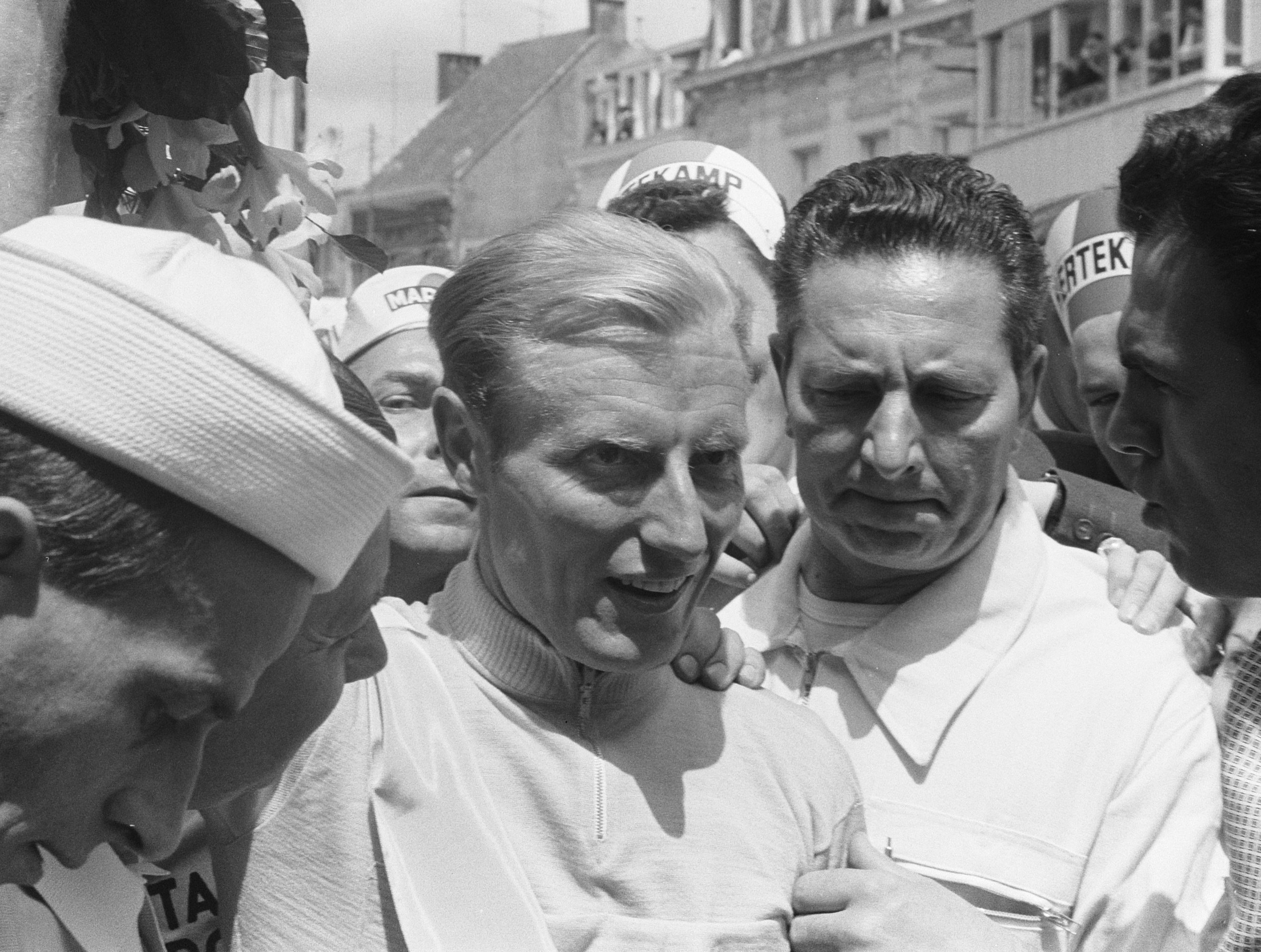
André Darrigade à l'arrivée de la 2e étape, après sa victoire.

Van Looy tente de s'échapper dans le final, et alors qu'il détient une avance certaine, il prend un mauvais embranchement et laisse le peloton lui revenir dessus. L'étape se conclut par une victoire d'André Darrigade pour Gitane–Leroux. Ce dernier, qui avait terminé deuxième la veille, s'empare du maillot jaune ainsi que du maillot vert. Soler de la formation Ghigi devient leader du classement de la montagne. Le contre-la-montre par équipes disputé à Herentals dans l'après-midi est remporté par Flandria, avec une avance d'une minute et quinze secondes sur Gitane–Leroux. Cette victoire permet à quatre de leurs coureurs d'entrer dans le top 10 du classement général.
Au départ de la troisième étape dans la capitale belge, il ne reste plus que 145 coureurs présents. Les premiers kilomètres de l'étape entre Bruxelles et Mons sont calmes, sans réelles attaques ; le peloton doit tout de même faire face à de redoutables secteurs pavés difficiles à manœuvrer sur un cycle. Alors que le peloton commence à s'étirer et que les tentatives d'échappées se multiplient, la malchance frappe une nouvelle fois Poulidor qui est victime d'une crevaison aux alentours de Valenciennes ; rapidement secouru par son équipe, il regagne le peloton après quelques durs efforts. Plus tard, c'est au tour de Van Looy de crever et de changer lui-même sa chambre à air ; il retrouve rapidement le peloton, attendu par son équipe. Finalement, Altig reprend le maillot jaune grâce à sa victoire au sprint dans un peloton composé de 41 coureurs. Gaul et Bahamontes concèdent encore du temps en terminant dans un groupe de lâchés, avec plus de cinq minutes de retard.

### 27 juin au 3 juillet: bataille pour le maillot vert le long de la côté atlantique, Schroeders en jaune
Contrairement à la veille, plusieurs attaques tranchantes surviennent dès les premiers mètres de cette quatrième étape ; Willy Vannitsen et Henri Anglade sont les premiers à s'échapper. Malheureusement pour eux, les équipes des favoris les rattrapent rapidement pour laisser place aux attaques de Van Looy, puis Anquetil. Ni le Belge, ni le Français ne parviennent à prendre une avance conséquente et c'est seulement à la sortie de Forges-les-Eaux que Giancarlo Manzoni arrive à prendre une minute sur le peloton. Rapidement, trois, puis deux autres coureurs le rejoignent pour former une solide échappée de six coureurs, qui file dorénavant vers Le Havre avec plus de 2 minutes d'avance sur le groupe des favoris. À Barentin, l'échappée dispose d'avance sur un peloton qui semble avoir accepté que ce petit groupe se joue la gagne. Dans les deux cents derniers mètres, Willy Vanden Berghen pour l'équipe Mercier remporte le sprint de l'échappée, qui ne compte alors plus que cinq membres. Altig récupère le maillot vert du classement par points, il fut le seul à disputer le sprint du peloton,.
Le vent fait son arrivée sur la cinquième étape et brise le peloton en deux à plusieurs reprises. Bahamontes s'échappe après le passage à Caen et récupère, en solitaire, les points du grand prix de la montagne. Soler tente de rattraper son compatriote, mais est victime de ses efforts et finalement lâché par le peloton, il ne terminera pas l'étape. Bahamontes réintègre le peloton et une nouvelle échappée de sept coureurs s'enfuit ; elle est rattrapée peu de temps plus tard par les hommes de Van Looy et d'Anquetil. À l'approche du dernier kilomètre, alors que le sprint massif semble inévitable, Émile Daems (Philco) place une attaque qui surprend tout le peloton. Le Belge lève les bras dans le stade de Saint-Malo et piège les sprinteurs. Rolf Wolfshohl (Gitane–Leroux) s'empare de la tête du classement de la montagne.

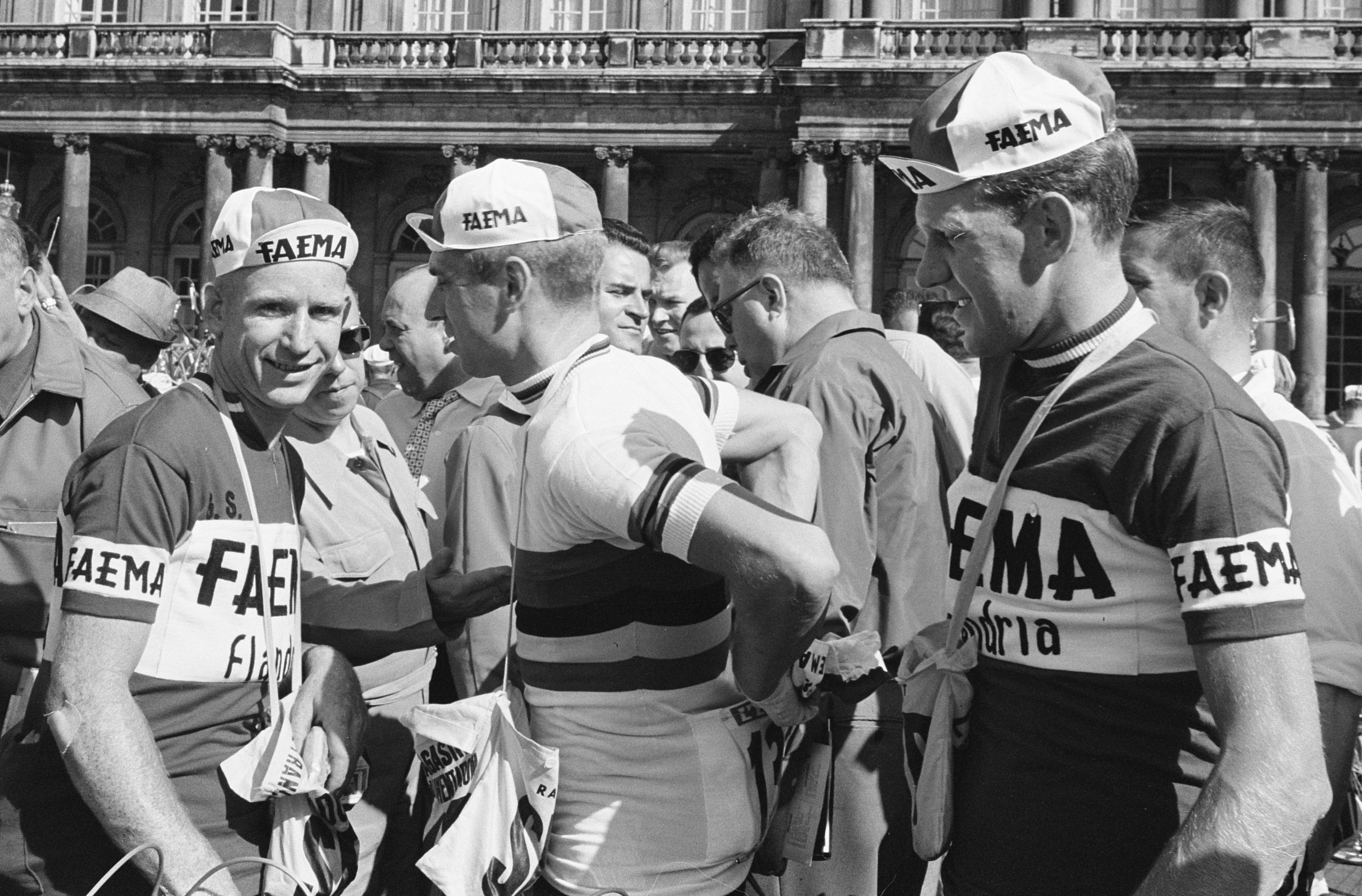
Piet van Est, Rik Van Looy et Huub Zilverberg durant la première semaine du Tour. Leur équipe imprimera un gros tempo durant ces premiers jours de courses pour remporter une étape.

Au départ de Dinard ce 29 juin 1962, il ne reste déjà plus que 141 coureurs prêts à s'élancer des côtes bretonnes. L'étape débute avec quelques minutes d'avance sur le programme en raison d'un fort vent de face, qui étire le peloton depuis maintenant plusieurs jours et rend encore plus difficile chaque coup de pédale. Un groupe de seize coureurs s'échappe après seulement 23 kilomètres, notamment composé des équipiers des leaders, il prend rapidement de l'avance sur le peloton. Néanmoins, l'attaque de Henri Anglade, suivie par Rik Van Looy, Ercole Baldini et le maillot jaune Rudi Altig oblige le peloton à finalement réagir et organiser une poursuite. Après quelques kilomètres, les fuyards sont rattrapés tandis que l'échappée de seize continue d'accroître son avance : à Carhaix, elle était de près de 5 minutes. Ainsi, lorsqu'elle se joue le grand prix de la montagne au sommet du roc'h Trevezel, le peloton est pointé à quasiment 10 minutes en arrière, Geldermans est alors maillot jaune virtuel. Bien que le peloton finit par réagir dans les derniers kilomètres, c'est le Français Robert Cazala (Mercier) qui s'impose au sprint. Bien placé au général, Geldermans profite de plus de cinq minutes d'avance à l'arrivée pour revêtir le maillot jaune,.

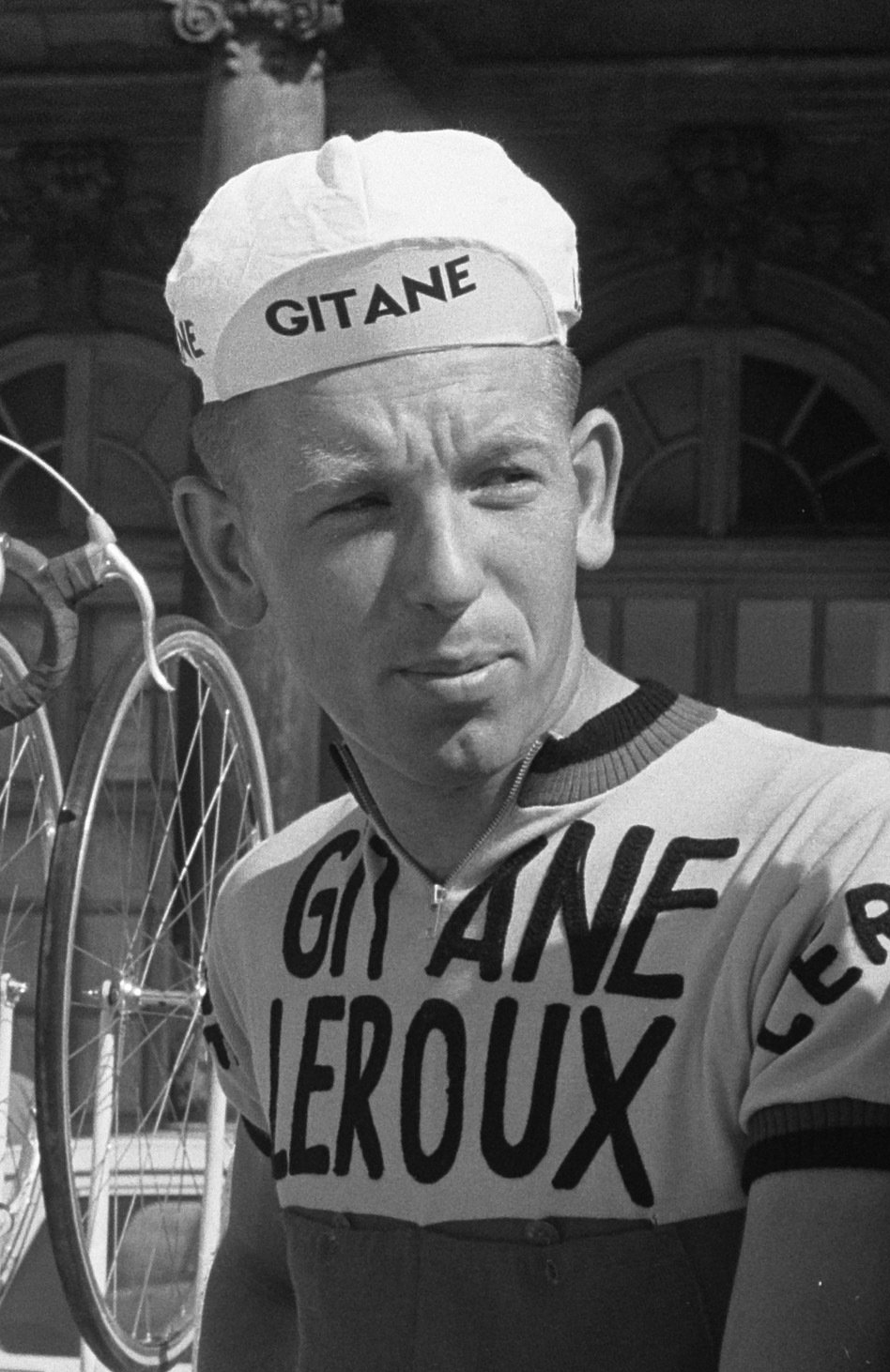
Bas Maliepaard au départ du Tour de France 1962. Il termine 2e de la 7e étape après s'être échappé du peloton.

Huub Zilverberg de l'équipe Flandria gagne la septième étape à Saint-Nazaire en dominant Bas Maliepaard, de la formation Gitane–Leroux, les deux coureurs s'étaient détachés à la suite d'une chute dans la ligne droite d'arrivée, très étroite, où Gastone Nencini a heurté un gendarme entraînant André Darrigade avec lui. Tout au long de la journée, les attaques répétées de Rik Van Looy et le mauvais placement récurrent de Jacques Anquetil laissent planer le doute sur l'état de forme du Français à la veille d'un important contre-la-montre. Les étapes de cette première semaine sont particulièrement rapides : la septième affiche une moyenne record de 44,87 km/h sur plus de 200 km, du jamais-vu jusque-là.
La première partie de la huitième étape voit un nouveau groupe d'échappés prendre le large. Il est rejoint par un second groupe dans le final, et Mario Minieri (Ghigi) lève les bras dans le vélodrome Eugène-Beaussire de Luçon. Darrigade, remis de sa chute et présent dans l'échappée, reprend le maillot jaune pour la deuxième fois de ce Tour,,,. La seconde partie de l'étape est un redoutable contre-la-montre individuel de 43 km entre Luçon et La Rochelle. Jo Velly, parti comme l'un des favoris, ne se classe pas dans le top 10 de l'étape. Au contraire, Ercole Baldini réalise un excellent temps avec une moyenne au-delà du record de l'heure et prend provisoirement la tête de l'étape, en attendant l'arrivée de son rival, Anquetil. Ce dernier explose le temps de l'Italien de plus de 20 secondes et prouve qu'il peut remporter un troisième Tour de France. Avec une moyenne de 47,78 km/h, le Français confirme ses aptitudes sur l'épreuve chronométrée. Darrigade garde son maillot jaune tandis qu'Altig récupère le vert après l'avoir brièvement perdu le matin même.

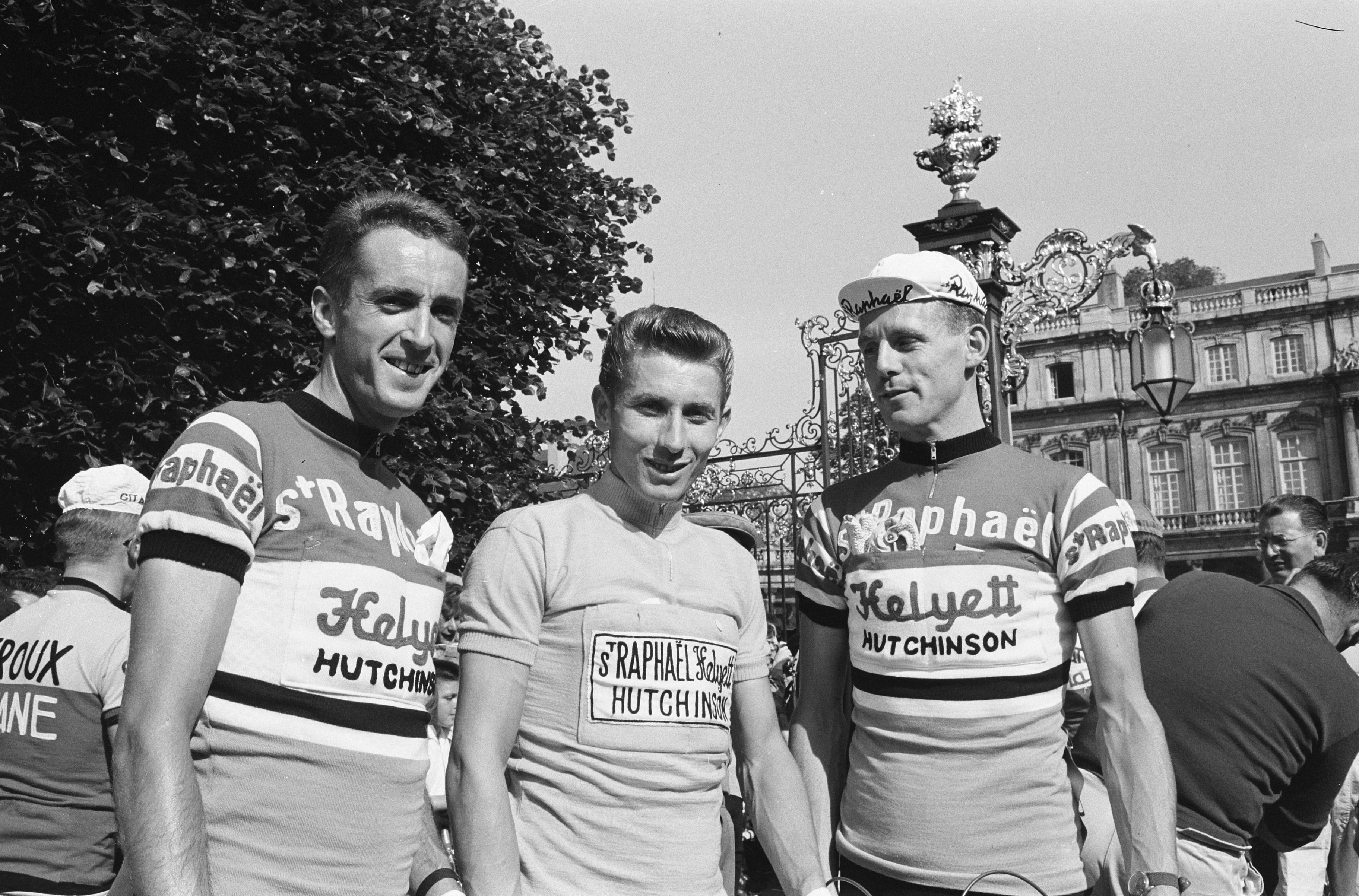
Ab Geldermans, Jacques Anquetil et Mies Stolker ; à ce moment du Tour, maillot jaune pour le Néerlandais et une victoire d'étape pour le Français.

Seuls 129 coureurs prennent le départ de la neuvième étape en direction de Bordeaux, sur une distance de plus de 200 kilomètres. Tandis que le peloton semblait calme en ce début d'étape, la formation de l'échappée dynamise finalement la matinée, avec les attaques notamment de Baldini, Anquetil et Anglade. Après une bataille brève mais intense remportée par le peloton emmené par les hommes de Van Looy, Jean-Claude Lefebvre tente une échappée solitaire de 150 kilomètres. Le Français gagne difficilement 4 minutes d'avance sur le peloton avant que cinq hommes ne le rejoignent pour former une solide échappée. Les nouvelles attaques dans le peloton pour rejoindre l'échappée conduisent au regroupement de tous les fuyards et du groupe des favoris, conduisant au retour du statu quo du début d'étape. Après quelques minutes d'accalmie, une échappée de cinq s'enfuit et gagne rapidement une avance quasiment rédhibitoire pour le peloton. Elle permet à Willy Schroeders (Flandria) de détrôner Darrigade au classement général tandis que la victoire d'étape revient à Antonio Bailetti (Carpano).
Après plus d'une semaine à un rythme effréné, alors que la montagne n'a toujours pas pointé le bout de son nez sur les routes du Tour, cette dixième étape fait office de journée plus tranquille pour les coureurs du peloton. Pour la première fois, Van Looy ne place aucune attaque, Schroeders, son équipier, porte la tunique jaune. L'étape se joue donc au sprint dans le vélodrome de Bayonne ; Altig, pourtant bien placé, brise sa fourche dans les derniers kilomètres et est contraint de monter sur un vélo d'emprunt, non-adapté à sa taille. Pendant ce temps, Vannitsen lance son sprint et bien que l'Allemand semble le plus fort — il remonte tout le peloton dans les derniers mètres — le Belge de la Wiel's–Groene Leeuw s'impose pour la première fois de sa carrière sur les routes du Tour,.

### 4 au 7 juillet: premières étapes de montagne, les favoris se tiennent en une minute au général
Le lendemain, Eddy Pauwels, coéquipier de Vannitsen, attaque son compagnon d'échappée et s'impose en solitaire sur le circuit automobile de Pau, avec quatre minutes d'avance. Une chute massive, provoquée par une moto transportant un photographe, implique vingt-deux coureurs après 35 kilomètres. Rik Van Looy, blessé au dos par le guidon de la moto, tente de continuer encore 30 km, avant que le médecin du Tour, Pierre Dumas, ne lui conseille l'abandon. Le Belge, souffrant d'une hématurie préfère ne pas continuer le Tour et se faire soigner. Déjà gravement blessé à la suite d'une chute quelques mois auparavant, il préfère ne pas prendre le risque d'aggraver son cas.
Cette douzième étape voit, notamment, Bahamontes prendre une avance considérable au Grand Prix de la montagne. L'Espagnol s'échappe en solitaire dans l'ascension du Tourmalet et franchit en tête le col. Dans la descente, il est repris par Rolf Wolfshohl, mais le distance dans l'ascension du col d'Aspin, ainsi Bahamontes passe à nouveau en tête et seul au sommet. À nouveau dans la descente, Wolfshohl et Massignan le reprennent et à nouveau, l'Aigle de Tolède les distance dans la montée de Peyresourde. Du côté des favoris, Anquetil a fait le tri et il ne reste plus que huit hommes dans son sillage. Cependant, les 61 kilomètres de vallée jusqu'à l'arrivée sont fatals aux trois échappées qui sont repris dans les derniers kilomètres, tandis que le groupe des favoris est composé maintenant de vingt-deux coureurs. Robert Cazala règle ce petit peloton tandis qu'Anquetil se classe 4e. À la suite de cette journée, Simpson revêt le maillot jaune et devient le premier Britannique à endosser cette tunique. Déjà, plusieurs favoris sont hors-jeu : Nencini, Baldini, Anglade et Altig ont pris plusieurs minutes de retard sur le reste des prétendants à la victoire finale.
Le contre-la-montre individuel de la treizième étape consacre Federico Bahamontes, déjà en forme la veille, l'Espagnol prouve qu'il est l'un voire le meilleur grimpeur de cette édition. Bahamontes relègue son dauphin à près de 1 min 25 s. Anquetil, Gaul et Planckaert réalisent un temps similaire ; cependant, le Belge endosse le maillot jaune avec une petite minute d'avance sur Anquetil,.
La dernière étape pyrénéenne voit à nouveau Bahamontes partir dans une échappée solitaire les 60 premiers kilomètres avant de regagner le peloton. L'Espagnol ne s'accroche pas et concédera plus de 10 min. Du côté des favoris, aucun ne parvient à prendre l'avantage et c'est Jean Stablinski qui franchit la ligne en solitaire, une dizaine de secondes devant un peloton d'une cinquantaine d'unités. Au général, le top 5 ne change pas.

### 8 au 12 juillet: duel Anquetil-Planckaert dans les Alpes

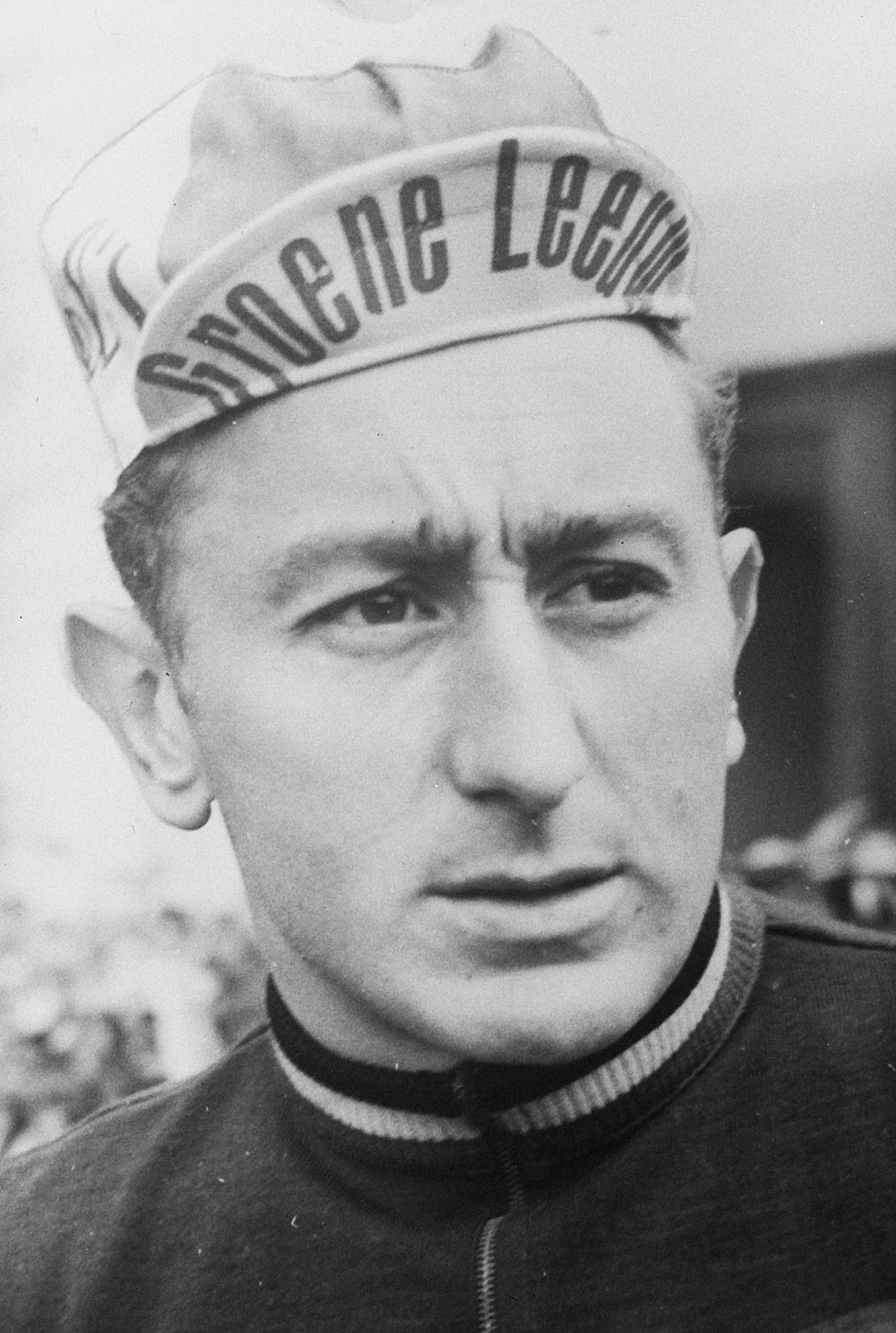
Willy Vannitsen le jour de sa deuxième victoire sur les routes de ce Tour.

La quinzième étape voit plusieurs attaques tout au long de la journée, sans qu'aucune ne prenne une ampleur importante. Montpellier est donc le théâtre d'un sprint massif dans lequel Vannitsen remporte son second bouquet devant Altig. L'Allemand conserve tout de même une bonne avance au maillot vert,.
Les 101 partants de cette seizième journée sur les routes du Tour doivent faire face à une chaleur écrasante qui va compliquer une étape déjà longue de 186 kilomètres. Louis Rostollan, natif de la région, tente à plusieurs reprises en début d'étape de s'échapper, mais les équipiers de Planckaert veillent et empêchent toute sortie. Au bout de 70 kilomètres de courses à un rythme bien plus élevé que prévu, Rostollan finit enfin à prendre une avance remarquable sur le peloton, à la sortie de Nîmes. Le Français prend le large et dispose de 1 min au moment où le maillot vert et Lach le rejoignent pour former un trio efficace. Cependant, la présence d'Altig dans l'échappée déplaît au peloton qui enclenche la poursuite, le regroupement se fera une quinzaine de kilomètres plus loin. À un peu plus de 50 kilomètres de la ligne, deux hommes parviennent à sortir du peloton, Daems et Bailetti. Les échappées prennent une très grande avance ainsi que les deux coureurs savent qu'ils devront battre l'autre pour s'imposer. Daems n'aura pas besoin de forcer l'affrontement, car l'italien est victime d'une fringale à une trentaine de kilomètres de l'arrivée. Daems signe une deuxième victoire d'étape, en solitaire. Le peloton arrive pas moins de 9 min plus tard.
Cette dix-septième étape est la dernière avant les deux prochaines journées difficiles dans les Alpes. Toujours sous une chaleur assommante qui endort le peloton, Édouard Delberghe place une attaque au kilomètre 65 et file en échappée. Voyant que le peloton ne réagit pas, Altig, Bihouée et Hoevenaars flairent le bon coup et rejoignent notre Français parti seul. Les quatre hommes ont vu juste et leur échappée compte 8 min 45 s sur le peloton à 40 kilomètres d'Antibes. Lors du sprint final, Altig l'emporte facilement devant ses compagnons d'échappée. Finalement, le peloton franchit l'arrivée 6 min après le vainqueur.
Au classement général, à la veille du début des trois étapes décisives, rien n'est joué. Planckaert, alors en jaune depuis cinq jours, compte seulement 50 s d'avance sur Desmet, 1 min 8 s sur Anquetil, 1 min 35 s sur Geldermans et 2 min sur Simpson. Seuls ces cinq coureurs peuvent encore prétendre à la victoire finale au vu des écarts, qui s'élèvent déjà à 8 min pour le 6e.

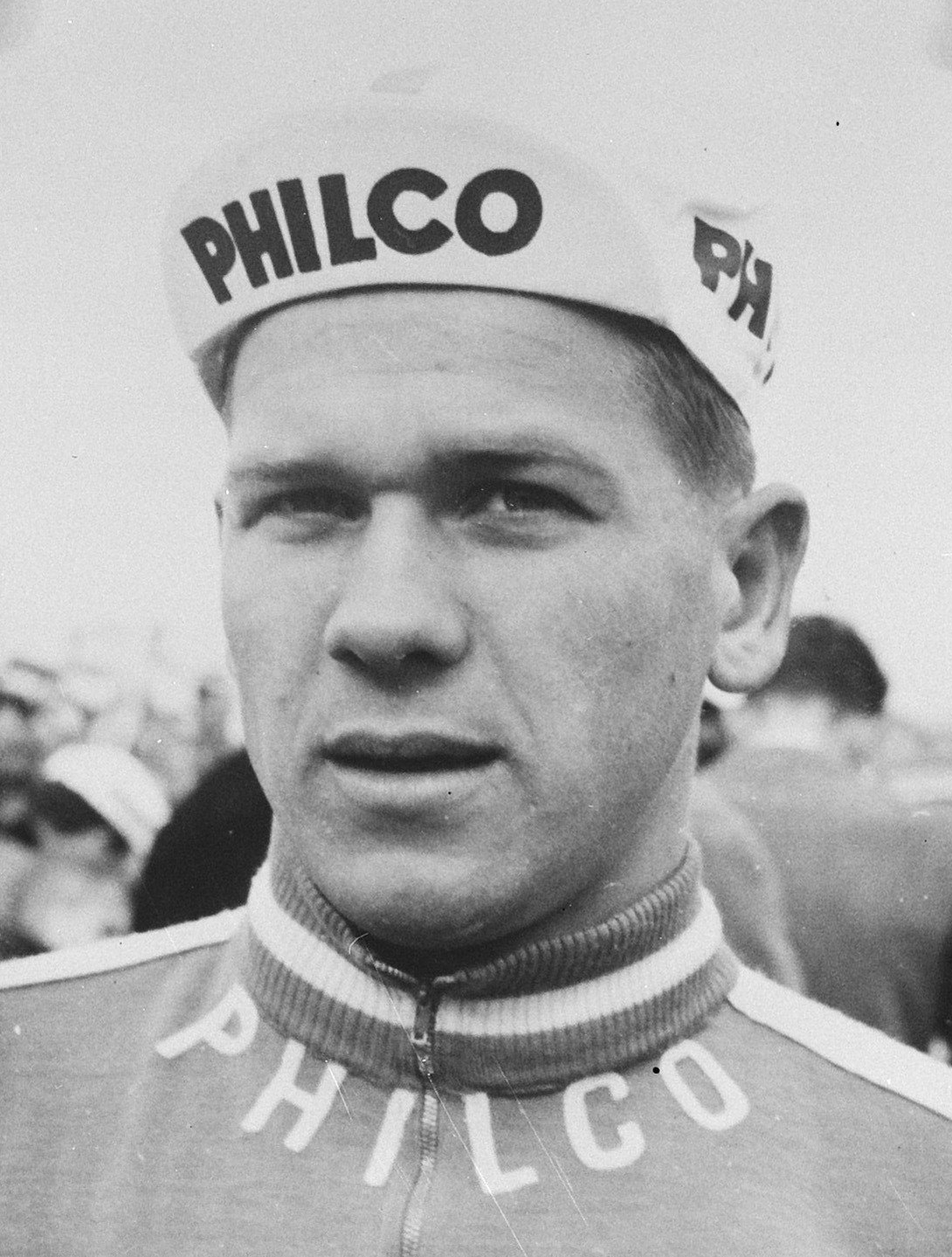
Émile Daems au départ de la 4e étape. Il remporte trois étapes sur ce Tour et termine 2e du classement par points.

Ainsi, ce 11 juillet 1962, les favoris vont devoir faire face à un col de 2 800 mètres d'altitude, la cime de la Bonette. Le peloton est au ralenti au début de l'étape avant cette terrible ascension et la première attaque de la journée est signée Bahamontes, fidèle à son objectif du Grand Prix de la montagne. Suivi par Pauwels et Gaul, l'Espagnol franchit en tête la Bonette, mais est rattrapé dans la vallée, puis distancé dans le col de Vars par Pauwels qui est dans une excellente forme. Cependant, dans la descente, il perd le contrôle de son cycle alors qu'il se ravitaille et chute violemment la tête la première. Contre toute attente, le Belge se relève rapidement, et malgré son cou ensanglanté, il remonte sur son vélo et maintient son avance sur le peloton. Malheureusement pour lui, l'Izoard est trop dur et c'est Bahamontes qui passe à la bascule en tête, 20 s avant le peloton. Du côté des favoris, Anquetil n'est pas parvenu à distancer Planckaert dans la montée et vise sur ses qualités de descendeur pour lui reprendre du temps. Pourtant, après avoir pris plusieurs secondes d'avance, le Français crève à deux reprises, coup sur coup, et est donc repris par un groupe de cinq coureurs. Ce petit groupe, composé de Planckaert, Gaul, Poulidor, Massignan et Daems, plus Anquetil, va donc se jouer la victoire. Daems, pourtant spécialiste des courses d'un jour, profite que les favoris du général se regardent pour remporter une troisième étape sur ce Tour de France. Au classement général, un duel Anquetil-Planckaert s'est dessiné, les autres prétendants sont déjà hors-jeu.
Cette dix-neuvième étape est animée par le coéquipier de Bahamontes, Juan Campillo, qui s'échappe dans la première ascension de la journée et mène un raid solitaire de 125 kilomètres, puis une échappée à deux pendant encore une dizaine de kilomètres avec Pierre Beuffeuil. Les deux échappées sont reprises avant le sommet de la troisième montée de la journée par Henri Anglade, puis Raymond Poulidor qui semble dans une forme extraordinaire. Poulidor rattrape et distance Anglade et dispose de 2 min 45 s d'avance sur Anquetil et Planckaert au sommet du col de Porte. Dans le col du Cucheron, Poulidor maintient son avance sur ses poursuivants, Anglade et Bahamontes, qui collaborent bien tandis que le reste des favoris est déjà pointé à plus de 4 min. « Poupou », comme le surnomme déjà le public, avale avec facilité le col du Granier et survole la trentaine de kilomètres de vallée qui le sépare de sa première victoire sur le Tour de France. Derrière lui, Anglade et Bahamontes se partagent le podium pendant que le groupe Anquetil-Planckaert franchit la ligne trois minutes après le vainqueur. À la fin de l'étape, Poulidor confie que son directeur sportif, Antonin Magne, l'avait piqué à vif le matin même en lui déclarant « les vrais champions n'ont jamais bonne mine ! Or, vous êtes resplendissants de santé, frais et rose comme un bambin ! Qu'attendez-vous pour vous mettre en colère et m'épousseter enfin ce peloton ? ». Galvanisé par ses mots — et libéré de son plâtre — Poulidor atteint le podium provisoire du Tour alors qu'il était 9e au début de l'étape.

### 13 juillet: exploit d'Anquetil sur le contre-la-montre
Lors de la 20e étape, un contre-la-montre de 68 km entre Bourgoin et Lyon, Jacques Anquetil fait une démonstration de son talent et s'impose nettement. Son plus sérieux rival contre-la-montre, l'Italien Ercole Baldini termine deuxième à près de 3 minutes. Le Belge Joseph Planckaert, futur dauphin d'Anquetil à Paris, finit quatrième à 5 min 19 s. Enfin, « Maître Jacques » double son compatriote Raymond Poulidor qui terminera 3e de ce Tour, et le Belge Gilbert Desmet, partis respectivement trois et six minutes avant lui. Le Normand s'empare du maillot jaune deux jours avant l'arrivée au Parc des Princes. De son côté, Planckaert perd plus de 5 min, mais n'a rien à se reprocher, « la caravelle » comme le surnomme Antonin Magne, était trop forte aujourd'hui.

### 14 et 15 juillet: dernières étapes et consécration d'Anquetil
Probablement à cause de la fatigue — ou peut-être du coup de massue asséné par Anquetil la veille — rien ne se passe avant les derniers kilomètres de cette vingt-et-unième étape. À ce moment, un groupe de dix-neuf coureurs où figurent plusieurs membres du top 10 parviennent à tromper la vigilance d'Anquetil et sortir du peloton. L'échappée tient une dizaine de secondes d'avance et Dino Bruni s'impose dans un sprint houleux avec Jean Graczyk. Planckaert reprend une quinzaine de secondes, mais il est trop tard,.
Pour cette dernière étape, une échappée de trois se forme au kilomètre 40, composée de Bas Maliepaard, Guy Ignolin et Joseph Groussard — ce dernier retournera dans le peloton à la suite d'un problème mécanique. Le duo prend près de 6 min d'avance sur le peloton, mais après 220 kilomètres d'échappée, il est rattrapé par un peloton en soif de victoire. Peu avant l'arrivée, un nouveau groupe de cinq s'extirpe du peloton ; rapidement, deux des échappées chutent tandis que le reste du groupe s'envole vers la victoire. Un sprint a alors lieu entre Pierre Beuffeuil, Rino Benedetti et Marcel Ongenae. Cette confrontation entre ces trois hommes tourne en la faveur de l'Italien devant environ 30 000 spectateurs. Le peloton franchit la ligne une cinquantaine de secondes plus tard, tandis que Charly Gaul n'arrive au parc des Princes que 2 min 20 s plus tard à cause d'une violente chute, il perd sa 8e place au général. Anquetil, pourtant malade, parasité d'un ver solitaire, remporte son troisième Tour de France et égale le record de Philippe Thys et Louison Bobet.
Finalement, 94 coureurs terminent ce Tour de France sur 150 au départ ; c'est-à-dire plus des deux-tiers, un chiffre particulièrement élevé, qui est alors le record.

### Dopage: l'affaire Wiel's ou l'affaire des poissons de Luchon
Dans la nuit qui suit la treizième étape du Tour de France, Hans Junkermann tombe malade. Classé alors septième du classement général, il prend pourtant le départ de la quatorzième étape, après que son équipe a demandé, et obtenu, un léger report du départ. Mais dès la première ascension, après 50 kilomètres de course, Junkermann est distancé par le peloton et abandonne. Il explique sa défaillance par une intoxication alimentaire, déclarant avoir mangé du « mauvais poisson », probablement avarié. Ce jour-là, quatorze coureurs quittent également la course, tous affirmant avoir été victimes d'une intoxication alimentaire dans le même hôtel, à cause d'un poisson douteux. Parmi eux figurent Willy Schroeders, ancien porteur du maillot jaune, et Gastone Nencini, autre outsider important. Mais le directeur de la course, Jacques Goddet, s'exprime dans L'Équipe pour faire part de son scepticisme : selon lui, ces abandons sont liés non à une intoxication, mais à une tentative ratée de dopage destinée à compenser les pertes de temps subies la veille dans le contre-la-montre. Aucun élément ne permet de prouver ses accusations, bien que l'hôtel en question affirme ne pas avoir servi de poisson ce soir-là.
Face à cette controverse, le médecin du Tour, Pierre Dumas, publie un communiqué sévère : il y prévient que si certaines « préparations » ne cessent pas immédiatement, des inspections systématiques des chambres d'hôtel auront lieu chaque soir après l'étape. Cette déclaration, ainsi que les accusations de dopage lancées dans la presse, provoquent la colère du peloton. Les coureurs menacent d'observer une grève de quinze minutes. Finalement, grâce à l'intervention du journaliste et ancien coureur Jean Bobet, la course reprend normalement. Plus tard, Bobet prêtera sa voix au documentaire Vive le Tour ! de Louis Malle, qui ridiculise les coureurs et leur excuse du « mauvais poisson ». Dans les jours qui suivent l'affaire, Pierre Dumas initie l'organisation de la première Conférence européenne sur le dopage et la préparation biologique du sportif de haut niveau, qui se tiendra en janvier 1963. L'affaire prend le nom de l'Affaire Wiel's, puisque quatre des coureurs impliqués viennent de l'équipe Wiel's-Groene Leeuw, soit plus que pour toute autre formation.

## Étapes
| Étape,       | Date             | Villes étapes                               |                                         | Distance (km) | Vainqueur d’étape    | Leader du classement général |
| ------------ | ---------------- | ------------------------------------------- | --------------------------------------- | ------------- | -------------------- | ---------------------------- |
| 1re étape    | dim. 24 juin     | Nancy – Spa (BEL)                           | Étape de plaine                         | 253           | Rudi Altig           | Rudi Altig                   |
| 2e étape (a) | lun. 25 juin     | Spa (BEL) – Herentals (BEL)                 | Étape de plaine                         | 147           | André Darrigade      | André Darrigade              |
| 2e étape (b) | lun. 25 juin     | Herentals (BEL) – Herentals (BEL)           | Contre-la-montre par équipes            | 23            | Faema-Flandria       | André Darrigade              |
| 3e étape     | mar. 26 juin     | Bruxelles (BEL) – Amiens                    | Étape de plaine                         | 210           | Rudi Altig           | Rudi Altig                   |
| 4e étape     | mer. 27 juin     | Amiens – Le Havre                           | Étape de plaine                         | 196,5         | Willy Vanden Berghen | Rudi Altig                   |
| 5e étape     | jeu. 28 juin     | Pont-l'Évêque – Saint-Malo                  | Étape de plaine                         | 215           | Émile Daems          | Rudi Altig                   |
| 6e étape     | ven. 29 juin     | Dinard – Brest                              | Étape de plaine                         | 235,5         | Robert Cazala        | Albertus Geldermans          |
| 7e étape     | sam. 30 juin     | Quimper – Saint-Nazaire                     | Étape de plaine                         | 201           | Huub Zilverberg      | Albertus Geldermans          |
| 8e étape (a) | dim. 1er juillet | Saint-Nazaire – Luçon                       | Étape de plaine                         | 155           | Mario Minieri        | André Darrigade              |
| 8e étape (b) | dim. 1er juillet | Luçon – La Rochelle                         | Contre-la-montre individuel             | 43            | Jacques Anquetil     | André Darrigade              |
| 9e étape     | lun. 2 juillet   | La Rochelle – Bordeaux                      | Étape de plaine                         | 214           | Antonio Bailetti     | Willy Schroeders             |
| 10e étape    | mar. 3 juillet   | Bordeaux – Bayonne                          | Étape de plaine                         | 184,5         | Willy Vannitsen      | Willy Schroeders             |
| 11e étape    | mer. 4 juillet   | Bayonne – Pau                               | Étape de plaine                         | 155,5         | Eddy Pauwels         | Willy Schroeders             |
| 12e étape    | jeu. 5 juillet   | Pau – Saint-Gaudens                         | Étape de plaine                         | 207,5         | Robert Cazala        | Tom Simpson                  |
| 13e étape    | ven. 6 juillet   | Luchon – Luchon-Superbagnères               | Contre-la-montre individuel en montagne | 18,5          | Federico Bahamontes  | Joseph Planckaert            |
| 14e étape    | sam. 7 juillet   | Luchon – Carcassonne                        | Étape de montagne                       | 215           | Jean Stablinski      | Joseph Planckaert            |
| 15e étape    | dim. 8 juillet   | Carcassonne – Montpellier                   | Étape de plaine                         | 196,5         | Willy Vannitsen      | Joseph Planckaert            |
| 16e étape    | lun. 9 juillet   | Montpellier – Aix-en-Provence               | Étape de plaine                         | 185           | Émile Daems          | Joseph Planckaert            |
| 17e étape    | mar. 10 juillet  | Aix-en-Provence – Antibes                   | Étape de plaine                         | 201           | Rudi Altig           | Joseph Planckaert            |
| 18e étape    | mer. 11 juillet  | Antibes – Briançon                          | Étape de montagne                       | 241,5         | Émile Daems          | Joseph Planckaert            |
| 19e étape    | jeu. 12 juillet  | Briançon – Aix-les-Bains                    | Étape de montagne                       | 204,5         | Raymond Poulidor     | Joseph Planckaert            |
| 20e étape    | ven. 13 juillet  | Bourgoin – Lyon                             | Contre-la-montre individuel             | 68            | Jacques Anquetil     | Jacques Anquetil             |
| 21e étape    | sam. 14 juillet  | Lyon – Nevers                               | Étape de plaine                         | 232           | Dino Bruni           | Jacques Anquetil             |
| 22e étape    | dim. 15 juillet  | Pougues-les-Eaux – Paris - Parc des Princes | Étape de plaine                         | 271           | Rino Benedetti       | Jacques Anquetil             |

## Classements finals

### Classement général final
| Classement général | Classement général  | Classement général   | Classement général               | Classement général   |
|                    | Coureur             | Pays                 | Équipe                           | Temps                |
| ------------------ | ------------------- | -------------------- | -------------------------------- | -------------------- |
| 1er                | Jacques Anquetil    | France               | Saint-Raphaël-Helyett-Hutchinson | en 114 h 31 min 54 s |
| 2e                 | Joseph Planckaert   | Belgique             | Flandria-Faema-Clément           | + 4 min 59 s         |
| 3e                 | Raymond Poulidor    | France               | Mercier-BP-Hutchinson            | + 10 min 24 s        |
| 4e                 | Gilbert Desmet      | Belgique             | Wiel's-Groene Leeuw              | + 13 min 1 s         |
| 5e                 | Albertus Geldermans | Pays-Bas             | Saint-Raphaël-Helyett-Hutchinson | + 14 min 4 s         |
| 6e                 | Tom Simpson         | Royaume-Uni          | VC XII-Leroux-Gitane-Dunlop      | + 17 min 9 s         |
| 7e                 | Imerio Massignan    | Italie               | Legnano-Pirelli                  | + 17 min 50 s        |
| 8e                 | Ercole Baldini      | Italie               | Ignis-Moschettieri               | + 19 min 0 s         |
| 9e                 | Charly Gaul         | Luxembourg           | Gazzola-Fiorelli                 | + 19 min 11 s        |
| 10e                | Eddy Pauwels        | Belgique             | Wiel's-Groene Leeuw              | + 23 min 4 s         |
| 11e                | Jean-Claude Lebaube | France               | VC XII-Leroux-Gitane-Dunlop      | + 23 min 33 s        |
| 12e                | Henri Anglade       | France               | Liberia-Grammont-Wolber          | + 26 min 33 s        |
| 13e                | Émile Daems         | Belgique             | G.S. Philco                      | + 27 min 17 s        |
| 14e                | Federico Bahamontes | Espagne              | Margnat-Paloma-D'Alessandro      | + 34 min 16 s        |
| 15e                | Rolf Wolfshohl      | Allemagne de l'Ouest | VC XII-Leroux-Gitane-Dunlop      | + 35 min 23 s        |
| 16e                | Armand Desmet       | Belgique             | Flandria-Faema-Clément           | + 39 min 10 s        |
| 17e                | Victor Van Schil    | Belgique             | Mercier-BP-Hutchinson            | + 42 min 1 s         |
| 18e                | Jos Hoevenaars      | Belgique             | G.S. Philco                      | + 42 min 25 s        |
| 19e                | Guido Carlesi       | Italie               | G.S. Philco                      | + 43 min 29 s        |
| 20e                | François Mahé       | France               | Pelforth-Sauvage-Lejeune         | + 45 min 36 s        |
| 21e                | André Darrigade     | France               | VC XII-Leroux-Gitane-Dunlop      | + 47 min 50 s        |
| 22e                | Robert Cazala       | France               | Mercier-BP-Hutchinson            | + 51 min 44 s        |
| 23e                | Luís Otaño          | Espagne              | Margnat-Paloma-D'Alessandro      | + 53 min 2 s         |
| 24e                | Louis Rostollan     | France               | Saint-Raphaël-Helyett-Hutchinson | + 1 h 3 min 2 s      |
| 25e                | Arnaldo Pambianco   | Italie               | Ignis-Moschettieri               | + 1 h 6 min 10 s     |
| modifier           |                     |                      |                                  |                      |

### Classements annexes finals
| Classement par points, | Classement par points, | Classement par points, | Classement par points,           | Classement par points, |
| ---------------------- | ---------------------- | ---------------------- | -------------------------------- | ---------------------- |
|                        | Coureur                | Pays                   | Équipe                           | Point(s)               |
| 1er                    | Rudi Altig             | Allemagne de l'Ouest   | Saint-Raphaël-Helyett-Hutchinson | 173 points             |
| 2e                     | Émile Daems            | Belgique               | G.S. Philco                      | 144 pts                |
| 3e                     | Jean Graczyk           | France                 | Saint-Raphaël-Helyett-Hutchinson | 140 pts                |
| 4e                     | Rino Benedetti         | Italie                 | Ignis-Moschettieri               | 135 pts                |
| 5e                     | André Darrigade        | France                 | VC XII-Leroux-Gitane-Dunlop      | 131 pts                |
| 6e                     | Jacques Anquetil       | France                 | Saint-Raphaël-Helyett-Hutchinson | 99 pts                 |
| 7e                     | Willy Vannitsen        | Belgique               | Wiel's-Groene Leeuw              | 83 pts                 |
| 8e                     | Joseph Planckaert      | Belgique               | Flandria-Faema-Clément           | 77 pts                 |
| 9e                     | Gilbert Desmet         | Belgique               | Flandria-Faema-Clément           | 76 pts                 |
| 10e                    | Raymond Poulidor       | France                 | Mercier-BP-Hutchinson            | 73 pts                 |
| modifier               |                        |                        |                                  |                        |

| Classement du Prix du meilleur grimpeur, | Classement du Prix du meilleur grimpeur, | Classement du Prix du meilleur grimpeur, | Classement du Prix du meilleur grimpeur, | Classement du Prix du meilleur grimpeur, |
| ---------------------------------------- | ---------------------------------------- | ---------------------------------------- | ---------------------------------------- | ---------------------------------------- |
|                                          | Coureur                                  | Pays                                     | Équipe                                   | Point(s)                                 |
| 1er                                      | Federico Bahamontes                      | Espagne                                  | Margnat-Paloma-D'Alessandro              | 137 points                               |
| 2e                                       | Imerio Massignan                         | Italie                                   | Legnano-Pirelli                          | 77 pts                                   |
| 3e                                       | Raymond Poulidor                         | France                                   | Mercier-BP-Hutchinson                    | 70 pts                                   |
| 4e                                       | Charly Gaul                              | Luxembourg                               | Gazzola-Fiorelli                         | 58 pts                                   |
| 5e                                       | Joseph Planckaert                        | Belgique                                 | Flandria-Faema-Clément                   | 37 pts                                   |
| 6e                                       | Eddy Pauwels                             | Belgique                                 | Wiel's-Groene Leeuw                      | 35 pts                                   |
| 7e                                       | Rolf Wolfshohl                           | Allemagne de l'Ouest                     | VC XII-Leroux-Gitane-Dunlop              | 33 pts                                   |
| 8e                                       | Juan Campillo                            | Espagne                                  | Margnat-Paloma-D'Alessandro              | 32 pts                                   |
| 9e                                       | Jacques Anquetil                         | France                                   | Saint-Raphaël-Helyett-Hutchinson         | 31 pts                                   |
| 10e                                      | Émile Daems                              | Belgique                                 | G.S. Philco                              | 18 pts                                   |
| modifier                                 |                                          |                                          |                                          |                                          |

#### Classement par équipes
| Classement par équipes, | Classement par équipes,          | Classement par équipes, | Classement par équipes, | Classement par équipes, |
|                         | Équipes                          | Pays                    |                         | Point(s)                |
| ----------------------- | -------------------------------- | ----------------------- | ----------------------- | ----------------------- |
| 1re                     | Saint-Raphaël-Helyett-Hutchinson | France                  |                         | 6 – 3 – 3               |
| 2e                      | Mercier-BP-Hutchinson            | France                  |                         | 3 – 3 – 3               |
| 3e                      | Flandria-Faema-Clément           | Belgique                |                         | 3 – 3 – 2               |
| 4e                      | Wiel's-Groene Leeuw              | Belgique                |                         | 3 – 2 – 1               |
| 5e                      | VC XII-Leroux-Gitane-Dunlop      | France                  |                         | 2 – 3 – 5               |
| 6e                      | G.S. Philco                      | Italie                  |                         | 2 – 2 – 1               |
| 7e                      | Ignis-Moschettieri               | Italie                  |                         | 1 – 1 – 2               |
| 8e                      | Gazzola-Fiorelli                 | Italie                  |                         | 1 – 0 – 1               |
| 9e                      | Margnat-Paloma-D'Alessandro      | France                  |                         | 1 – 0 – 0               |
| 10e                     | Carpano                          | Italie                  |                         | 0 – 2 – 3               |
| modifier                |                                  |                         |                         |                         |

Légende des points : Nombre de premières places – Nombre de deuxièmes places – Nombre de troisièmes places

### Évolution des classements
| Étape              | Vainqueur              | Classement général  | Classement par points | Classement de la montagne | Classement par équipes           | Classement de la combativité |
| ------------------ | ---------------------- | ------------------- | --------------------- | ------------------------- | -------------------------------- | ---------------------------- |
| 1                  | Rudi Altig             | Rudi Altig          | Rudi Altig            | Jean Selic                | Saint-Raphaël-Helyett-Hutchinson | Jean Selic                   |
| 2a                 | André Darrigade        | André Darrigade     | André Darrigade       | Angelino Soler            | Saint-Raphaël-Helyett-Hutchinson | Gilbert Desmet               |
| 2b                 | Flandria-Faema-Clément | André Darrigade     | André Darrigade       | Angelino Soler            | Saint-Raphaël-Helyett-Hutchinson | Gilbert Desmet               |
| 3                  | Rudi Altig             | Rudi Altig          | André Darrigade       | Angelino Soler            | Saint-Raphaël-Helyett-Hutchinson | Guido Carlesi                |
| 4                  | Willy Vanden Berghen   | Rudi Altig          | Rudi Altig            | Angelino Soler            | Saint-Raphaël-Helyett-Hutchinson | Giancarlo Manzoni            |
| 5                  | Émile Daems            | Rudi Altig          | Rudi Altig            | Rolf Wolfshohl            | Saint-Raphaël-Helyett-Hutchinson | Pierre Beuffeuil             |
| 6                  | Robert Cazala          | Albertus Geldermans | Rudi Altig            | Rolf Wolfshohl            | Saint-Raphaël-Helyett-Hutchinson | Francesco Miele              |
| 7                  | Huub Zilverberg        | Albertus Geldermans | Rudi Altig            | Rolf Wolfshohl            | Saint-Raphaël-Helyett-Hutchinson | Rik Van Looy                 |
| 8a                 | Mario Minieri          | André Darrigade     | André Darrigade       | Rolf Wolfshohl            | Saint-Raphaël-Helyett-Hutchinson | Jean Graczyk                 |
| 8b                 | Jacques Anquetil       | André Darrigade     | Rudi Altig            | Rolf Wolfshohl            | Saint-Raphaël-Helyett-Hutchinson | Jean Graczyk                 |
| 9                  | Antonio Bailetti       | Willy Schroeders    | Rudi Altig            | Rolf Wolfshohl            | Saint-Raphaël-Helyett-Hutchinson | Franco Magnani               |
| 10                 | Willy Vannitsen        | Willy Schroeders    | Rudi Altig            | Rolf Wolfshohl            | Saint-Raphaël-Helyett-Hutchinson | Jean Milesi                  |
| 11                 | Eddy Pauwels           | Willy Schroeders    | Rudi Altig            | Rolf Wolfshohl            | Saint-Raphaël-Helyett-Hutchinson | Eddy Pauwels                 |
| 12                 | Robert Cazala          | Tom Simpson         | Rudi Altig            | Federico Bahamontes       | Saint-Raphaël-Helyett-Hutchinson | Rolf Wolfshohl               |
| 13                 | Federico Bahamontes    | Joseph Planckaert   | Rudi Altig            | Federico Bahamontes       | Saint-Raphaël-Helyett-Hutchinson | Joseph Planckaert            |
| 14                 | Jean Stablinski        | Joseph Planckaert   | Rudi Altig            | Federico Bahamontes       | Saint-Raphaël-Helyett-Hutchinson | Henri Anglade                |
| 15                 | Willy Vannitsen        | Joseph Planckaert   | Rudi Altig            | Federico Bahamontes       | Saint-Raphaël-Helyett-Hutchinson | Emmanuel Busto               |
| 16                 | Émile Daems            | Joseph Planckaert   | Rudi Altig            | Federico Bahamontes       | Saint-Raphaël-Helyett-Hutchinson | Émile Daems                  |
| 17                 | Rudi Altig             | Joseph Planckaert   | Rudi Altig            | Federico Bahamontes       | Saint-Raphaël-Helyett-Hutchinson | Édouard Delberghe            |
| 18                 | Émile Daems            | Joseph Planckaert   | Rudi Altig            | Federico Bahamontes       | Saint-Raphaël-Helyett-Hutchinson | Eddy Pauwels                 |
| 19                 | Raymond Poulidor       | Joseph Planckaert   | Rudi Altig            | Federico Bahamontes       | Saint-Raphaël-Helyett-Hutchinson | Raymond Poulidor             |
| 20                 | Jacques Anquetil       | Jacques Anquetil    | Rudi Altig            | Federico Bahamontes       | Saint-Raphaël-Helyett-Hutchinson | Henri Anglade                |
| 21                 | Dino Bruni             | Jacques Anquetil    | Rudi Altig            | Federico Bahamontes       | Saint-Raphaël-Helyett-Hutchinson | Giuseppe Sartore             |
| 22                 | Rino Benedetti         | Jacques Anquetil    | Rudi Altig            | Federico Bahamontes       | Saint-Raphaël-Helyett-Hutchinson | Bas Maliepaard               |
| Classements finals | Classements finals     | Jacques Anquetil    | Rudi Altig            | Federico Bahamontes       | Saint-Raphaël-Helyett-Hutchinson | Eddy Pauwels                 |

## Super Prestige Pernod 1962
État du classement du Super Prestige Pernod 1962 à la suite du Tour, au 15 juillet 1962 :
| Rang | Nom               | Équipe                           | Points |
| ---- | ----------------- | -------------------------------- | ------ |
| 1    | Joseph Planckaert | Flandria-Faema                   | 148    |
| 2    | Rik Van Looy      | Flandria-Faema                   | 110    |
| 3    | Émile Daems       | Philco                           | 100    |
| 4    | Jacques Anquetil  | Saint-Raphaël-Helyett-Hutchinson | 90     |
| 5    | Imerio Massignan  | Legnano-Pirelli                  | 85     |
| 6    | Raymond Poulidor  | Mercier-BP-Hutchison             | 75     |
| 7    | Franco Balmamion  | Carpano                          | 70     |
| 8    | Joseph Wouters    | Solo-Van Steenbergen             | 60     |
| 9    | Henri De Wolf     | Gitane-Leroux-Dunlop             | 56     |
| 10   | Gilbert Desmet    | Carpano                          | 50     |

Joseph Planckaert prend la tête du classement en devançant son compatriote Van Looy, tandis qu'Anquetil arrive pour la première fois dans le classement, directement à la quatrième position.

## Liste des coureurs
La liste ci-dessous présente les coureurs inscrits par numéro de dossard.
| Légende | Légende                                                                    | Légende | Légende                                                    |
| ------- | -------------------------------------------------------------------------- | ------- | ---------------------------------------------------------- |
| Num     | Dossard de départ porté par le coureur sur ce Tour                         | Pos     | Position à l'arrivée de la course                          |
|         | Indique un maillot de champion national ou mondial, suivi de sa spécialité | NP      | Indique un coureur qui n'a pas pris le départ de la course |
| AB      | Indique un coureur qui n'a pas terminé la course                           | HD      | Indique un coureur qui a terminé la course hors des délais |

| Saint-Raphaël-Helyett-Hutchinson      | Saint-Raphaël-Helyett-Hutchinson | Saint-Raphaël-Helyett-Hutchinson |
| ------------------------------------- | -------------------------------- | -------------------------------- |
| Num                                   | Coureur                          | Pos                              |
| 1                                     | Jacques Anquetil (FRA)           | 1er                              |
| 2                                     | Rudi Altig (RFA)                 | 31e                              |
| 3                                     | Jean-Claude Annaert (FRA)        | 68e                              |
| 4                                     | Pierre Everaert (FRA)            | 56e                              |
| 5                                     | Albertus Geldermans (NED)        | 5e                               |
| 6                                     | Jean Graczyk (FRA)               | 38e                              |
| 7                                     | Jean Le Lan (FRA)                | 85e                              |
| 8                                     | Louis Rostollan (FRA)            | 24e                              |
| 9                                     | Jean Stablinski (FRA)            | 30e                              |
| 10                                    | Michel Stolker (NED)             | 33e                              |
| Directeur sportif : Raphaël Geminiani |                                  |                                  |

| Ignis-Moschettieri                    | Ignis-Moschettieri       | Ignis-Moschettieri |
| ------------------------------------- | ------------------------ | ------------------ |
| Num                                   | Coureur                  | Pos                |
| 11                                    | Alberto Assirelli (ITA)  | NP-14              |
| 12                                    | Ercole Baldini (ITA)     | 8e                 |
| 13                                    | Rino Benedetti (ITA)     | 63e                |
| 14                                    | Carlo Guarguaglini (ITA) | 93e                |
| 15                                    | Augusto Marcaletti (ITA) | 94e                |
| 16                                    | Italo Mazzacurati (ITA)  | 82e                |
| 17                                    | Gastone Nencini (ITA)    | NP-14              |
| 18                                    | Arnaldo Pambianco (ITA)  | 25e                |
| 19                                    | Giuseppe Tonucci (ITA)   | 89e                |
| 20                                    | Giuseppe Zorzi (ITA)     | AB-6               |
| Directeur sportif : Giovanni Proietti |                          |                    |

| G.S. Ghigi                        | G.S. Ghigi           | G.S. Ghigi |
| --------------------------------- | -------------------- | ---------- |
| Num                               | Coureur              | Pos        |
| 21                                | Pierino Baffi (ITA)  | 61e        |
| 22                                | Guido Boni (ITA)     | 48e        |
| 23                                | Catullo Ciacci (ITA) | AB-9       |
| 24                                | Franco Magnani (ITA) | 83e        |
| 25                                | Mario Minieri (ITA)  | 75e        |
| 26                                | Diego Ronchini (ITA) | AB-17      |
| 27                                | Luigi Sarti (ITA)    | 87e        |
| 28                                | Angelino Soler (ESP) | AB-5       |
| 29                                | Antonio Suárez (ESP) | AB-18      |
| 30                                | Mario Zanchi (ITA)   | HD-7       |
| Directeur sportif : Luciano Pezzi |                      |            |

| Liberia-Grammont-Wolber              | Liberia-Grammont-Wolber | Liberia-Grammont-Wolber |
| ------------------------------------ | ----------------------- | ----------------------- |
| Num                                  | Coureur                 | Pos                     |
| 31                                   | Henri Anglade (FRA)     | 12e                     |
| 32                                   | Arthur Decabooter (BEL) | AB-14                   |
| 33                                   | Joseph Carrara (FRA)    | AB-12                   |
| 34                                   | Édouard Delberghe (FRA) | 37e                     |
| 35                                   | Jean Dotto (FRA)        | 58e                     |
| 36                                   | André Foucher (FRA)     | 54e                     |
| 37                                   | Jaak De Boever (BEL)    | 77e                     |
| 38                                   | Jean Milesi (FRA)       | 60e                     |
| 39                                   | Marc Huiart (FRA)       | 86e                     |
| 40                                   | Jean Selic (FRA)        | 90e                     |
| Directeur sportif : Bernard Gauthier |                         |                         |

| Gazzola-Fiorelli-Hutchinson    | Gazzola-Fiorelli-Hutchinson | Gazzola-Fiorelli-Hutchinson |
| ------------------------------ | --------------------------- | --------------------------- |
| Num                            | Coureur                     | Pos                         |
| 41                             | Dino Bruni (ITA)            | 91e                         |
| 42                             | Aurelio Cestari (ITA)       | 41e                         |
| 43                             | Marcel Ernzer (LUX)         | AB-12                       |
| 44                             | Charly Gaul (LUX)           | 9e                          |
| 45                             | Oreste Magni (ITA)          | AB-3                        |
| 46                             | Bruno Martinato (LUX)       | 53e                         |
| 47                             | Luigi Mele (ITA)            | AB-1                        |
| 48                             | Alessandro Primessi (ITA)   | AB-14                       |
| 49                             | Attilio Moresi (SUI)        | AB-1                        |
| 50                             | Alfredo Sabbadin (ITA)      | 73e                         |
| Directeur sportif : Pino Villa |                             |                             |

| Pelforth-Sauvage-Lejeune            | Pelforth-Sauvage-Lejeune   | Pelforth-Sauvage-Lejeune |
| ----------------------------------- | -------------------------- | ------------------------ |
| Num                                 | Coureur                    | Pos                      |
| 51                                  | Dick Enthoven (NED)        | AB-18                    |
| 52                                  | Joseph Groussard (FRA)     | 57e                      |
| 53                                  | Georges Groussard (FRA)    | 72e                      |
| 54                                  | René Fournier (FRA)        | AB-7                     |
| 55                                  | Jean-Claude Lefebvre (FRA) | HD-16                    |
| 56                                  | François Mahé (FRA)        | 20e                      |
| 57                                  | Claude Mattio (FRA)        | AB-19                    |
| 58                                  | Francesco Miele (ITA)      | HD-7                     |
| 59                                  | Alan Ramsbottom (GBR)      | 45e                      |
| 60                                  | Michel Vermeulin (FRA)     | AB-2a                    |
| Directeur sportif : Maurice De Muer |                            |                          |

| Carpano                                                | Carpano                 | Carpano |
| ------------------------------------------------------ | ----------------------- | ------- |
| Num                                                    | Coureur                 | Pos     |
| 61                                                     | Carlo Azzini (ITA)      | 42e     |
| 62                                                     | Antonio Bailetti (ITA)  | 80e     |
| 63                                                     | Germano Barale (ITA)    | 46e     |
| 64                                                     | Hilaire Couvreur (BEL)  | 74e     |
| 65                                                     | Nino Defilippis (ITA)   | AB-2a   |
| 66                                                     | Gilbert Desmet(BEL)     | 4e      |
| 67                                                     | Arnaldo Di Maria (ITA)  | NP-8a   |
| 68                                                     | Giancarlo Gentina (ITA) | AB-18   |
| 69                                                     | Giuseppe Sartore (ITA)  | 71e     |
| 70                                                     | Michel Van Aerde (BEL)  | AB-14   |
| Directeurs sportifs : Désiré Keteleer et Ettore Milano |                         |         |

| VC XII-Leroux-Gitane-Dunlop         | VC XII-Leroux-Gitane-Dunlop | VC XII-Leroux-Gitane-Dunlop |
| ----------------------------------- | --------------------------- | --------------------------- |
| Num                                 | Coureur                     | Pos                         |
| 71                                  | André Darrigade (FRA)       | 21e                         |
| 72                                  | Jean Forestier (FRA)        | 36e                         |
| 73                                  | Guy Ignolin (FRA)           | 78e                         |
| 74                                  | Jean-Claude Lebaube (FRA)   | 11e                         |
| 75                                  | Bas Maliepaard (NED)        | 47e                         |
| 76                                  | Raymond Mastrotto (FRA)     | 29e                         |
| 77                                  | Anatole Novak (FRA)         | 76e                         |
| 78                                  | Tom Simpson (GBR)           | 6e                          |
| 79                                  | Gérard Thiélin (FRA)        | HD-14                       |
| 80                                  | Rolf Wolfshohl (RFA)        | 15e                         |
| Directeur sportif : Raymond Louviot |                             |                             |

| Wiel's-Groene Leeuw                 | Wiel's-Groene Leeuw       | Wiel's-Groene Leeuw |
| ----------------------------------- | ------------------------- | ------------------- |
| Num                                 | Coureur                   | Pos                 |
| 81                                  | Jean-Baptiste Claes (BEL) | 52e                 |
| 82                                  | Frans De Mulder (BEL)     | AB-14               |
| 83                                  | Gilbert De Smet (BEL)     | AB-14               |
| 84                                  | Daniel Doom (BEL)         | 40e                 |
| 85                                  | Robert De Middeleir (BEL) | HD-14               |
| 86                                  | Hans Junkermann (RFA)     | AB-14               |
| 87                                  | André Messelis (BEL)      | 39e                 |
| 88                                  | Eddy Pauwels (BEL)        | 10e                 |
| 89                                  | Dieter Puschel (RFA)      | 28e                 |
| 90                                  | Willy Vannitsen (BEL)     | 70e                 |
| Directeur sportif : Albert De Kimpe |                           |                     |

| Margnat-Paloma-D'Alessandro    | Margnat-Paloma-D'Alessandro | Margnat-Paloma-D'Alessandro |
| ------------------------------ | --------------------------- | --------------------------- |
| Num                            | Coureur                     | Pos                         |
| 91                             | Federico Bahamontes (ESP)   | 14e                         |
| 92                             | François Goasduff (FRA)     | AB-4                        |
| 93                             | Albert Bouvet (FRA)         | AB-12                       |
| 94                             | Juan Campillo (ESP)         | 27e                         |
| 95                             | Robert Ducard (FRA)         | HD-14                       |
| 96                             | Raymond Elena (FRA)         | HD-14                       |
| 97                             | Joseph Novales (FRA)        | AB-6                        |
| 98                             | Luís Otaño (ESP)            | 23e                         |
| 99                             | Joseph Thomin (FRA)         | AB-15                       |
| 100                            | Joseph Velly (FRA)          | AB-11                       |
| Directeur sportif : Raoul Rémy |                             |                             |

| Peugeot-BP-Dunlop                | Peugeot-BP-Dunlop     | Peugeot-BP-Dunlop |
| -------------------------------- | --------------------- | ----------------- |
| Num                              | Coureur               | Pos               |
| 101                              | Jaume Alomar (ESP)    | AB-19             |
| 102                              | Emmanuel Busto (FRA)  | 67e               |
| 103                              | Pino Cerami (BEL)     | 81e               |
| 104                              | Henri Duez (FRA)      | AB-5              |
| 105                              | Stéphane Lach (FRA)   | 65e               |
| 106                              | Fernand Picot (FRA)   | 55e               |
| 107                              | Marcel Rohrbach (FRA) | HD-12             |
| 108                              | Pierre Ruby (FRA)     | HD-12             |
| 109                              | Bernard Viot (FRA)    | 79e               |
| 110                              | Frans Schoubben (BEL) | AB-6              |
| Directeur sportif : Gaston Plaud |                       |                   |

| Legnano-Pirelli                     | Legnano-Pirelli           | Legnano-Pirelli |
| ----------------------------------- | ------------------------- | --------------- |
| Num                                 | Coureur                   | Pos             |
| 111                                 | Graziano Battistini (ITA) | NP-1            |
| 112                                 | Giovanni Bettinelli (ITA) | 88e             |
| 113                                 | Sandro Cervellini (ITA)   | AB-12           |
| 114                                 | Emilio Ciolli (ITA)       | 92e             |
| 115                                 | Giuseppe Dante (ITA)      | 66e             |
| 116                                 | Renzo Fontona (ITA)       | 35e             |
| 117                                 | Tiziano Galvanin (ITA)    | AB-12           |
| 118                                 | Giancarlo Manzoni (ITA)   | 49e             |
| 119                                 | Imerio Massignan (ITA)    | 7e              |
| 120                                 | Fedele Rubagotti (ITA)    | AB-9            |
| Directeur sportif : Eberardo Pavesi |                           |                 |

| G.S. Philco                     | G.S. Philco             | G.S. Philco |
| ------------------------------- | ----------------------- | ----------- |
| Num                             | Coureur                 | Pos         |
| 121                             | Vittorio Adorni (ITA)   | HD-7        |
| 122                             | Carlo Brugnami (ITA)    | 59e         |
| 123                             | Guido Carlesi (ITA)     | 19e         |
| 124                             | Vittorio Chiarini (ITA) | AB-7        |
| 125                             | Ottavio Cogliati (ITA)  | AB-7        |
| 126                             | Émile Daems (BEL)       | 13e         |
| 127                             | Roberto Falaschi (ITA)  | 84e         |
| 128                             | Jos Hoevenaars (BEL)    | 18e         |
| 129                             | Nello Velucchi (ITA)    | HD-7        |
| 130                             | Giorgio Zancanaro (ITA) | 64e         |
| Directeur sportif : Luigi Sardi |                         |             |

| Flandria-Faema-Clément                  | Flandria-Faema-Clément        | Flandria-Faema-Clément |
| --------------------------------------- | ----------------------------- | ---------------------- |
| Num                                     | Coureur                       | Pos                    |
| 131                                     | Roger Baens (BEL)             | 43e                    |
| 132                                     | Armand Desmet (BEL)           | 16e                    |
| 133                                     | Marcel Ongenae (BEL)          | 51e                    |
| 134                                     | Joseph Planckaert (BEL)       | 2e                     |
| 135                                     | Willy Schroeders (BEL)        | AB-14                  |
| 136                                     | Edgard Sorgeloos (BEL)        | 62e                    |
| 137                                     | Rik Van Looy (BEL)            | AB-11                  |
| 138                                     | Guillaume Van Tongerloo (BEL) | 44e                    |
| 139                                     | Piet van Est (NED)            | 26e                    |
| 140                                     | Huub Zilverberg (NED)         | HD-12                  |
| Directeur sportif : Guillaume Driessens |                               |                        |

| Mercier-BP-Hutchinson             | Mercier-BP-Hutchinson      | Mercier-BP-Hutchinson |
| --------------------------------- | -------------------------- | --------------------- |
| Num                               | Coureur                    | Pos                   |
| 141                               | René Abadie (FRA)          | HD-7                  |
| 142                               | Pierre Beuffeuil (FRA)     | 50e                   |
| 143                               | Édouard Bihouée (FRA)      | 69e                   |
| 144                               | Robert Cazala (FRA)        | 22e                   |
| 145                               | Hubert Ferrer (FRA)        | HD-14                 |
| 146                               | Jean Gainche (FRA)         | 32e                   |
| 147                               | Frans Melckenbeeck (BEL)   | HD-12                 |
| 148                               | Raymond Poulidor (FRA)     | 3e                    |
| 149                               | Willy Vanden Berghen (BEL) | 34e                   |
| 150                               | Victor Van Schil (BEL)     | 17e                   |
| Directeur sportif : Antonin Magne |                            |                       |